# Kompaktklasse

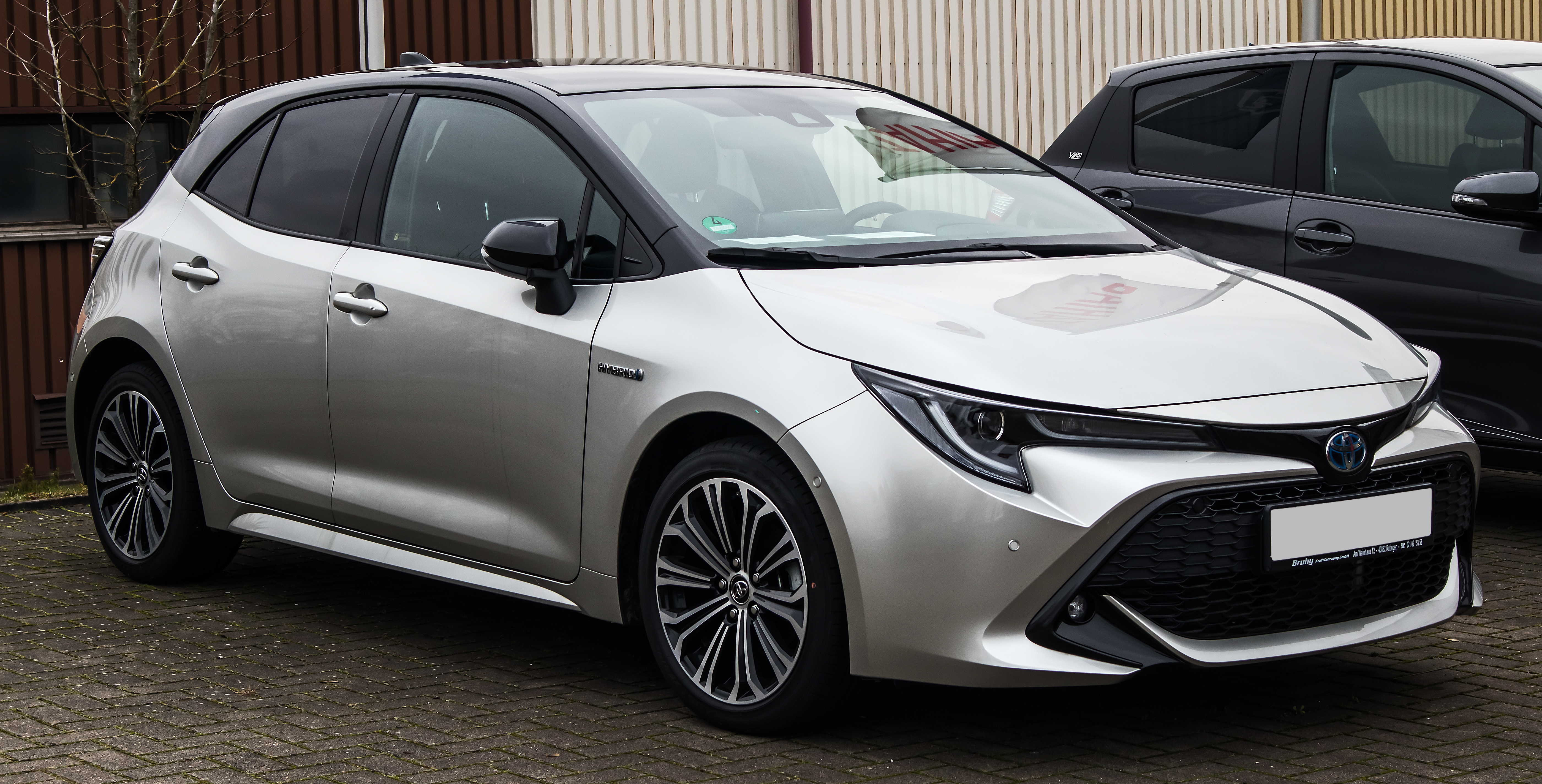
Meistverkauftes Auto der Kompaktklasse weltweit: Toyota Corolla

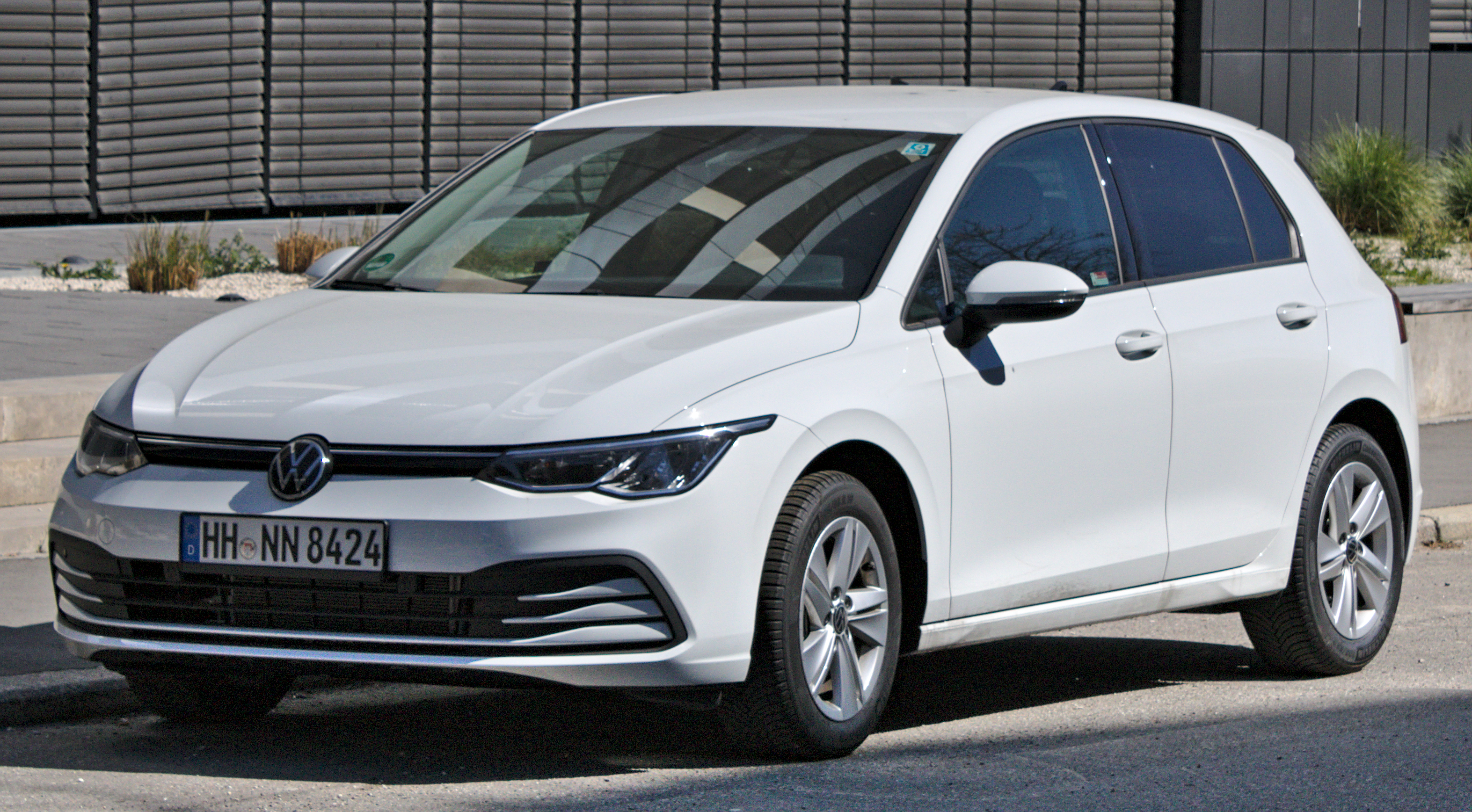
Meistverkauftes Auto in Deutschland: VW Golf

Kompaktklasse ist die Bezeichnung für eine Pkw-Fahrzeugklasse, die oberhalb der Kleinwagen und unterhalb der Mittelklasse angesiedelt ist. Mitunter wird die Klasse auch als untere Mittelklasse bezeichnet. In den Fahrzeugsegmenten der Europäischen Kommission nennt sich dieses Segment Mittelklasse bzw. C-Segment. Die meisten Neuwagen-Käufer sind gewerblich und nicht privat.
Zwei der meistverkauften Automodelle der Welt, der Toyota Corolla und der Ford Focus, zählen zur Kompaktklasse. In Deutschland ist in Anlehnung an den VW Golf oft von der Golfklasse die Rede.

## Merkmale und Abgrenzung
Typisches Merkmal der Kompaktklasse ist ein Schrägheck mit einer Heckklappe, über die auch der Innenraum beladbar ist. Meist ist die Rückbank umklappbar, um sperriges Gut transportieren zu können. Die Heckklappe, die theoretisch, wenn auch praktisch eher unbequem, Zugang zum Innenraum ermöglicht, ist der Grund für die Bezeichnung Drei- oder Fünftürer. Die Kompaktklasse-Modelle vieler Modellreihen wurden im Laufe der Zeit immer größer, schwerer und stärker motorisiert, z. B. VW Golf I 3705 mm lang, 1610 mm breit, 750–875 kg Leergewicht, VW Golf VIII 4284–4644 mm lang, 1789 mm breit, 1255–1630 kg. Bei den meisten Modellen dieser Klasse gibt es auch Motoren, die im Verhältnis zur Masse des Autos durchaus leistungsstark sind, was Kompaktklassewagen für Fahrer interessant macht, die „sportliches“ Fahren mit einem guten Preis-Leistungs-Verhältnis verbinden wollen.
Das Schrägheck kann auch Merkmal anderer Fahrzeugklassen sein. Demnach ist der Begriff Kompaktklasse weniger als eine Bezeichnung für eine bestimmte Karosserieform, sondern eher als die Beschreibung eines Fahrzeuggrößen- und Preissegments oberhalb des Kleinwagens und unterhalb der Mittelklasse zu verstehen. Als eigene Klasse wurde die Kompaktklasse erst nach dem Erfolg des VW Golf I 1974 von den Medien etabliert, obwohl der Golf nur die Konzepte umgesetzt hat, die andere Hersteller mit Schrägheck-Modellen schon Jahre zuvor hatten. Letztlich handelte es sich um eine Umbenennung der bisherigen unteren Mittelklasse in Kompaktklasse. Das Kraftfahrt-Bundesamt rechnet deshalb auch Stufenheck-Modelle im entsprechenden Größen- und Preissegment der Kompaktklasse zu. In Deutschland war die Nachfrage nach klassischen Stufenheckmodellen jedoch kontinuierlich zurückgegangen, sodass gegenwärtig tatsächlich vorwiegend Kompaktkarosserien in der Kompaktklasse anzutreffen sind. Dies ist jedoch ein typisch deutsches Phänomen, in vielen anderen Ländern sind Stufenheckmodelle der Kompaktklasse wesentlich beliebter als die Varianten mit Kompaktkarosserie.
In den USA gibt es den Begriff der Compact Cars, der 1960 für Fahrzeuge wie den Ford Falcon eingeführt wurde, die im Vergleich zu damaligen Full-Size Cars kompakt waren, jedoch für europäische Verhältnisse immer noch groß. Im Zuge der Ölkrise in den 1970er-Jahren wurden diese dann durch wesentlich kleinere Modelle ersetzt, die inzwischen fast durchgehend auf europäischen oder asiatischen Fahrzeugen der Kompaktklasse basieren.
Auch erschlossen immer mehr Premium-Hersteller den Markt für sich. Audi machte 1996 mit dem ersten A3 den Anfang. Weitere Modelle sind beispielsweise die Mercedes-Benz A-Klasse, der BMW 1er, der Lexus CT oder der DS 4.

## Modelle
- Datei:−

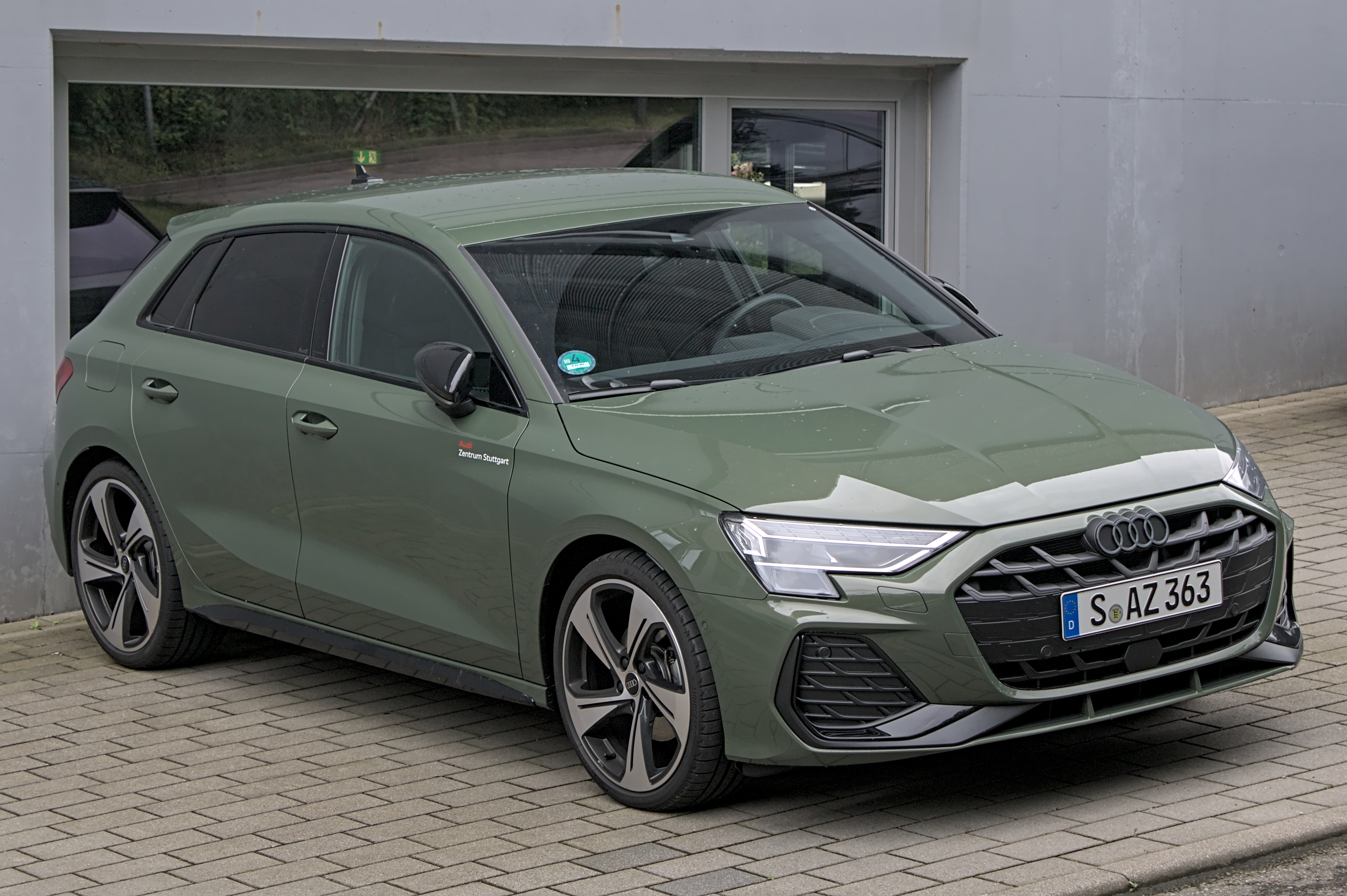
Audi A3
- Datei:−
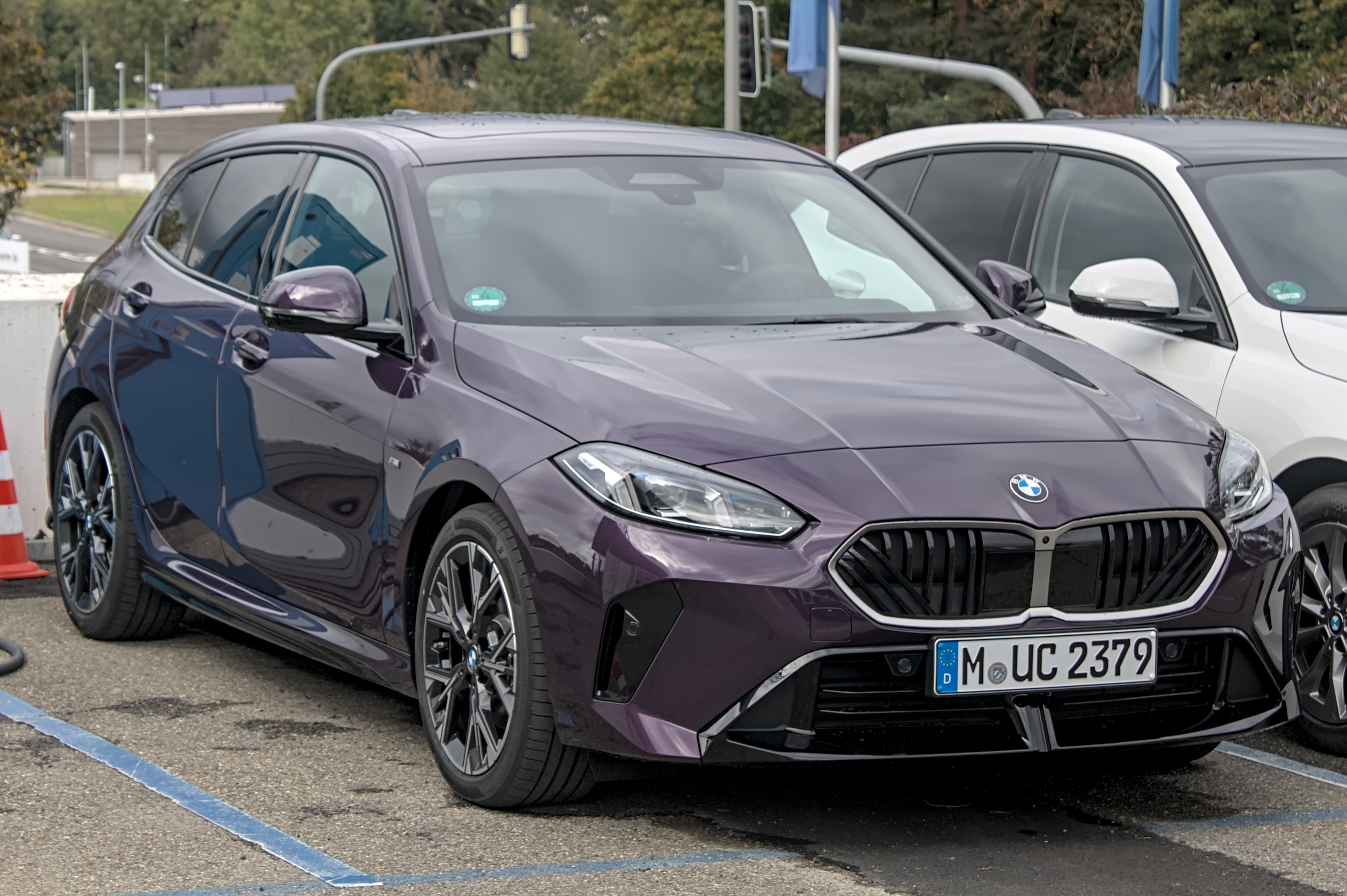
BMW 1er
- Datei:−
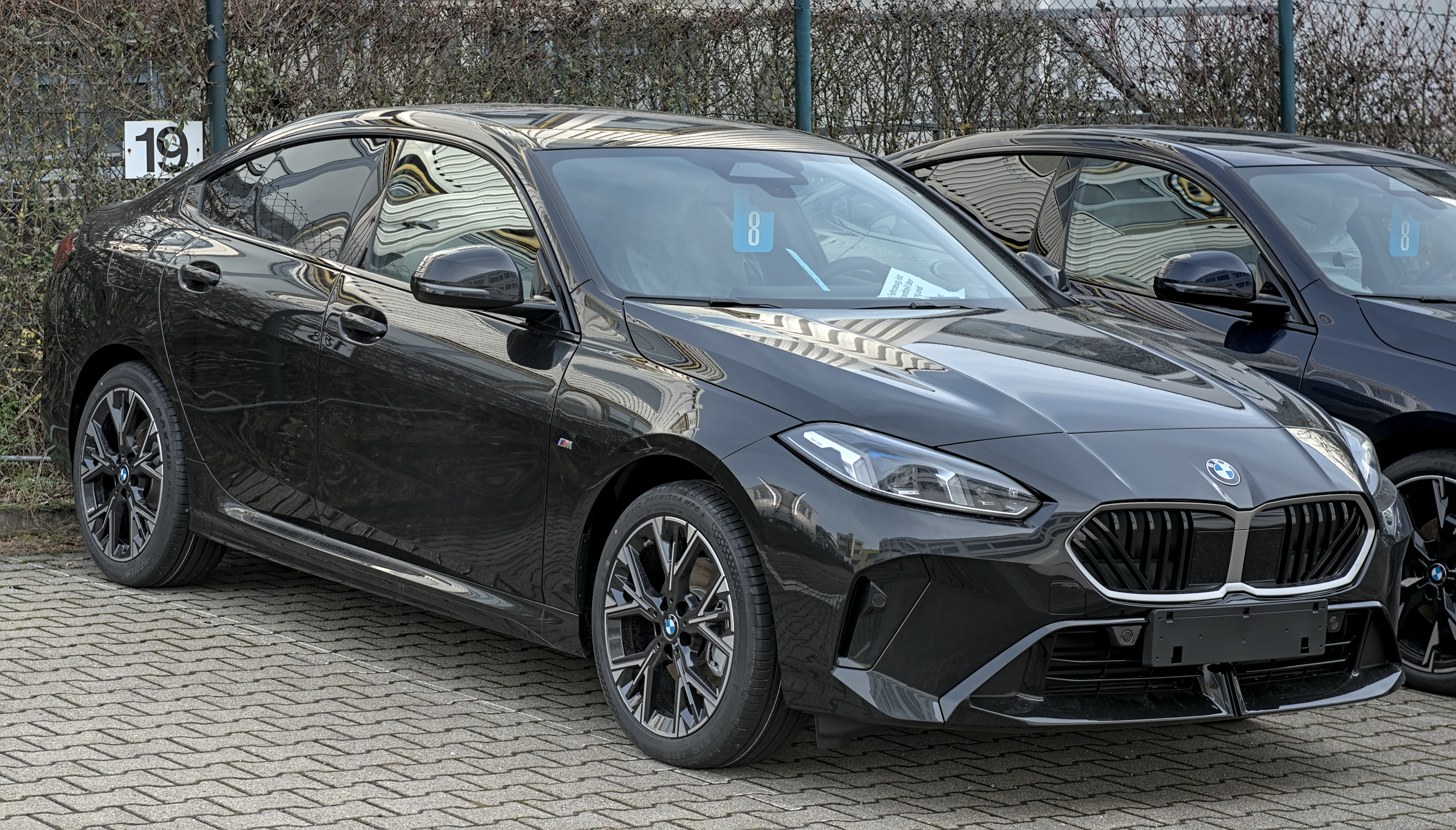
BMW 2er Gran Coupé
- Datei:−
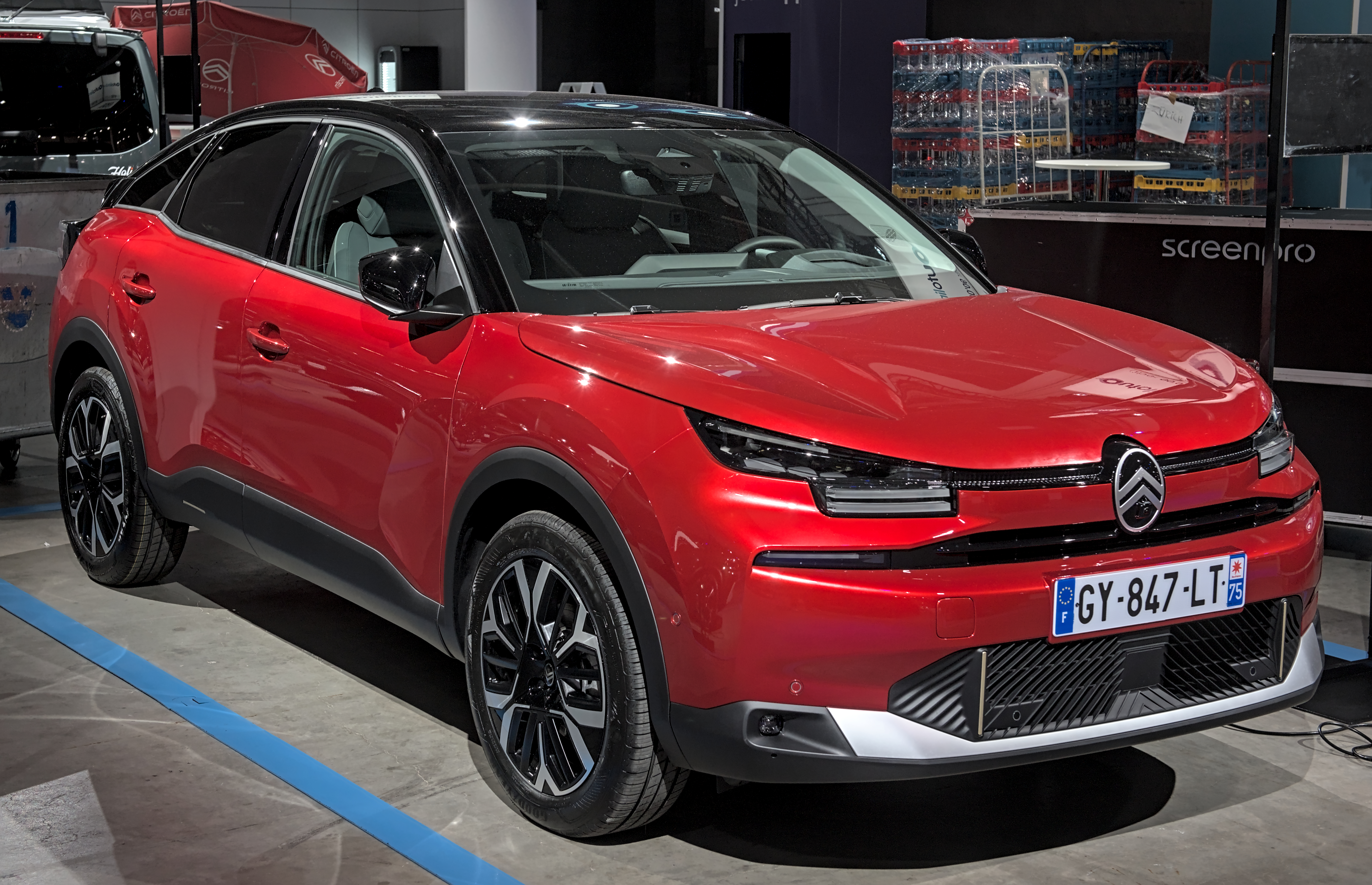
Citroën C4
- Datei:−
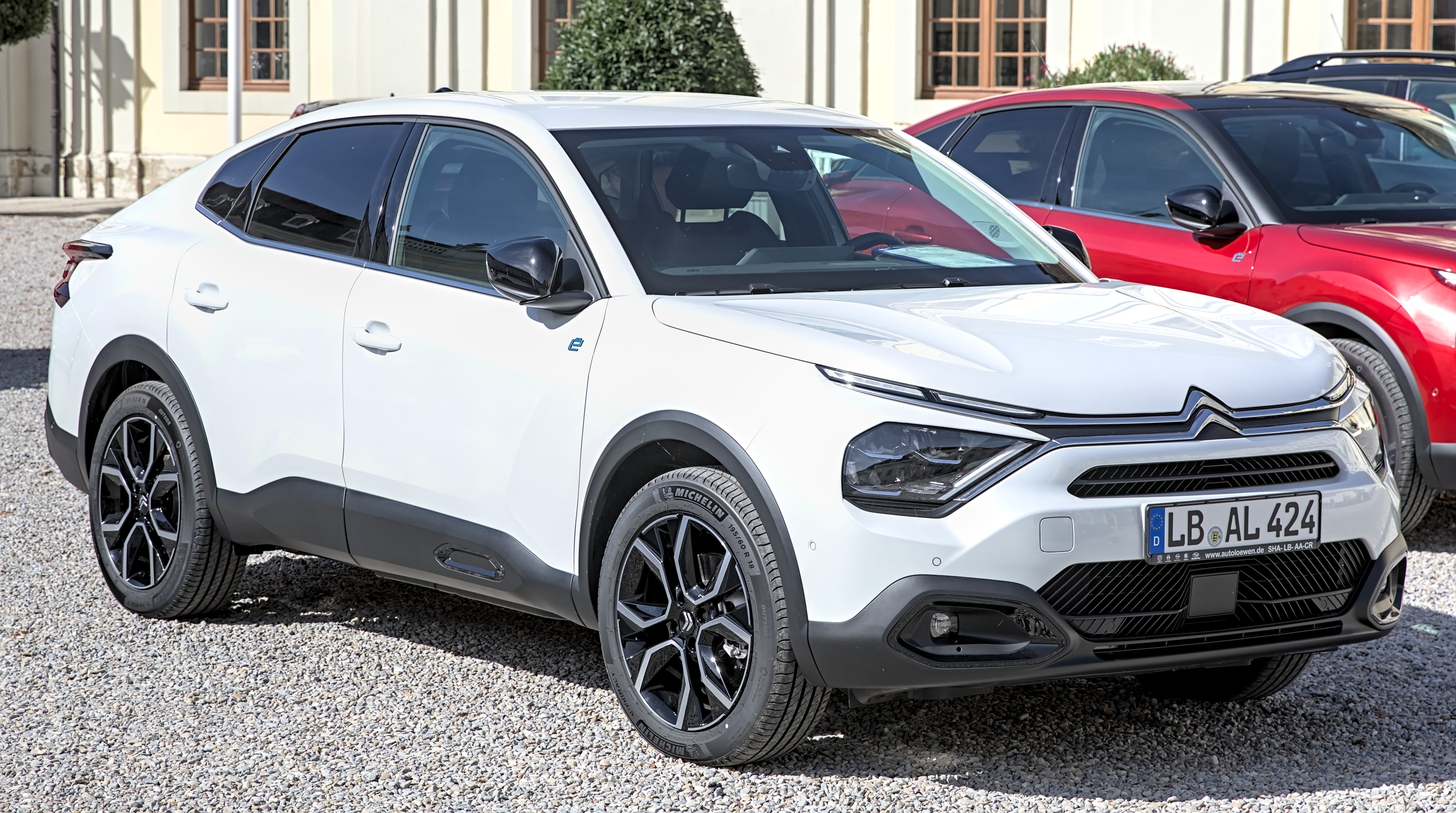
Citroën C4 X
- Datei:−
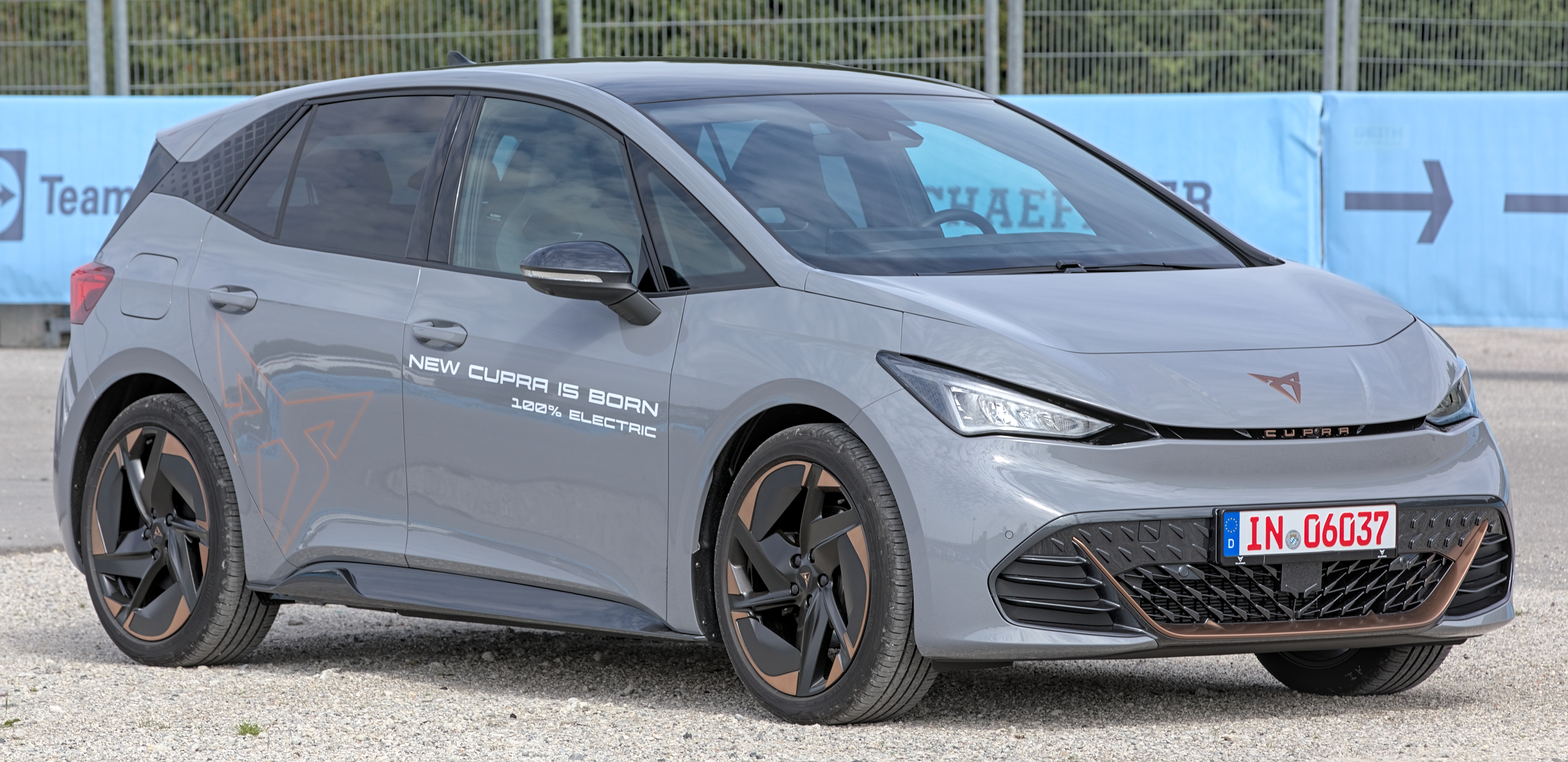
Cupra Born
- Datei:−
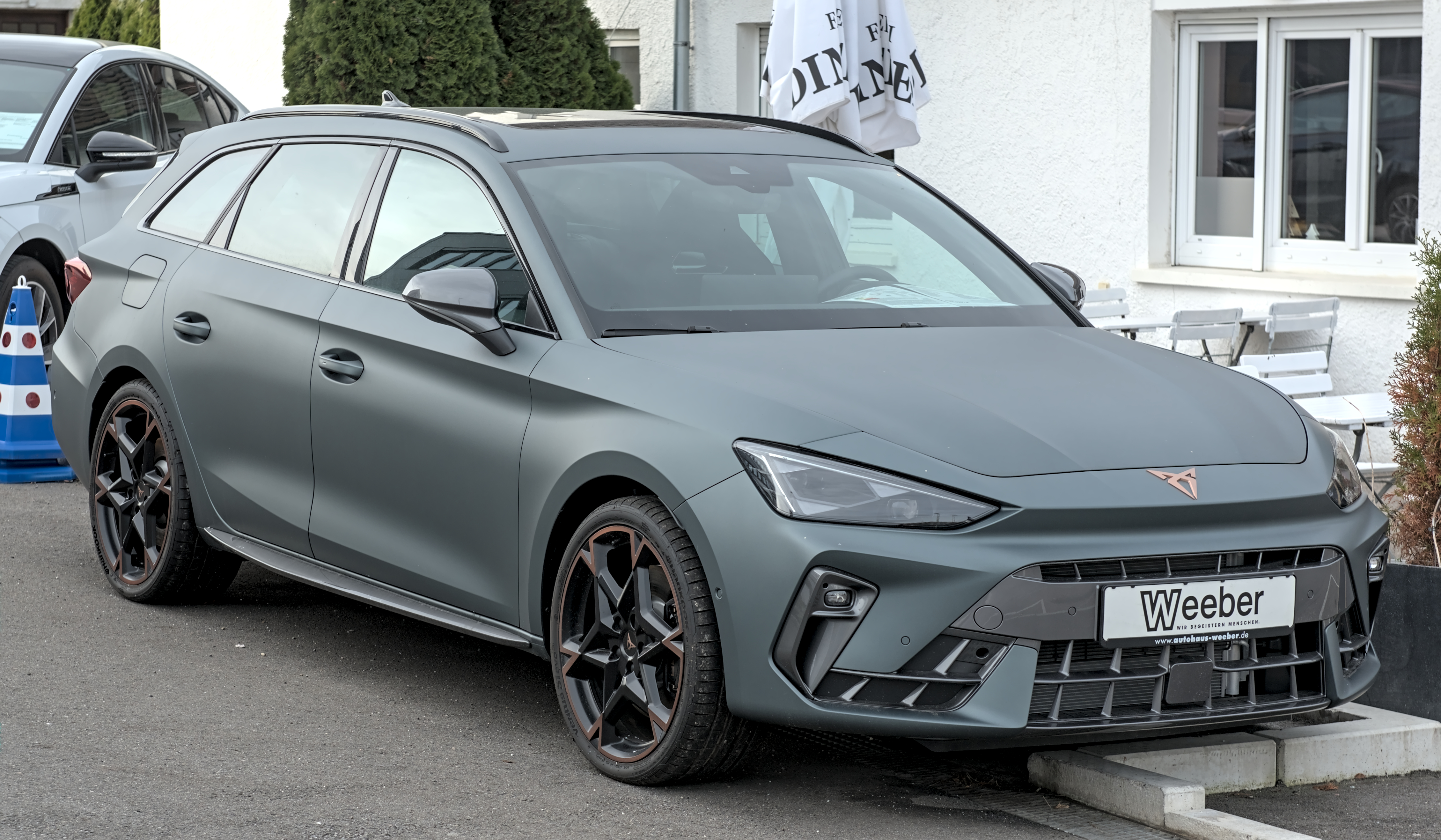
Cupra Leon
- Datei:−
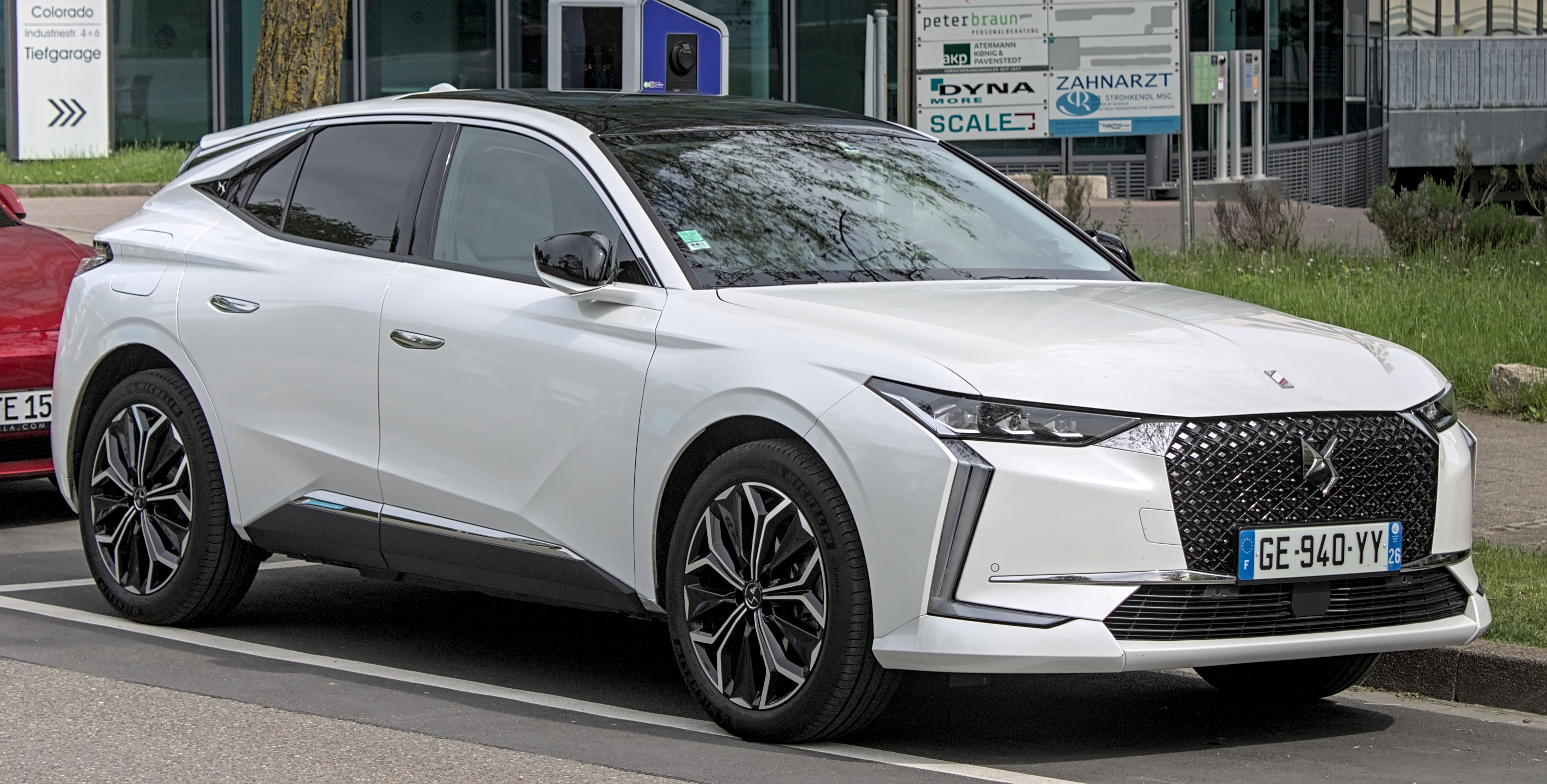
DS 4
- Datei:−
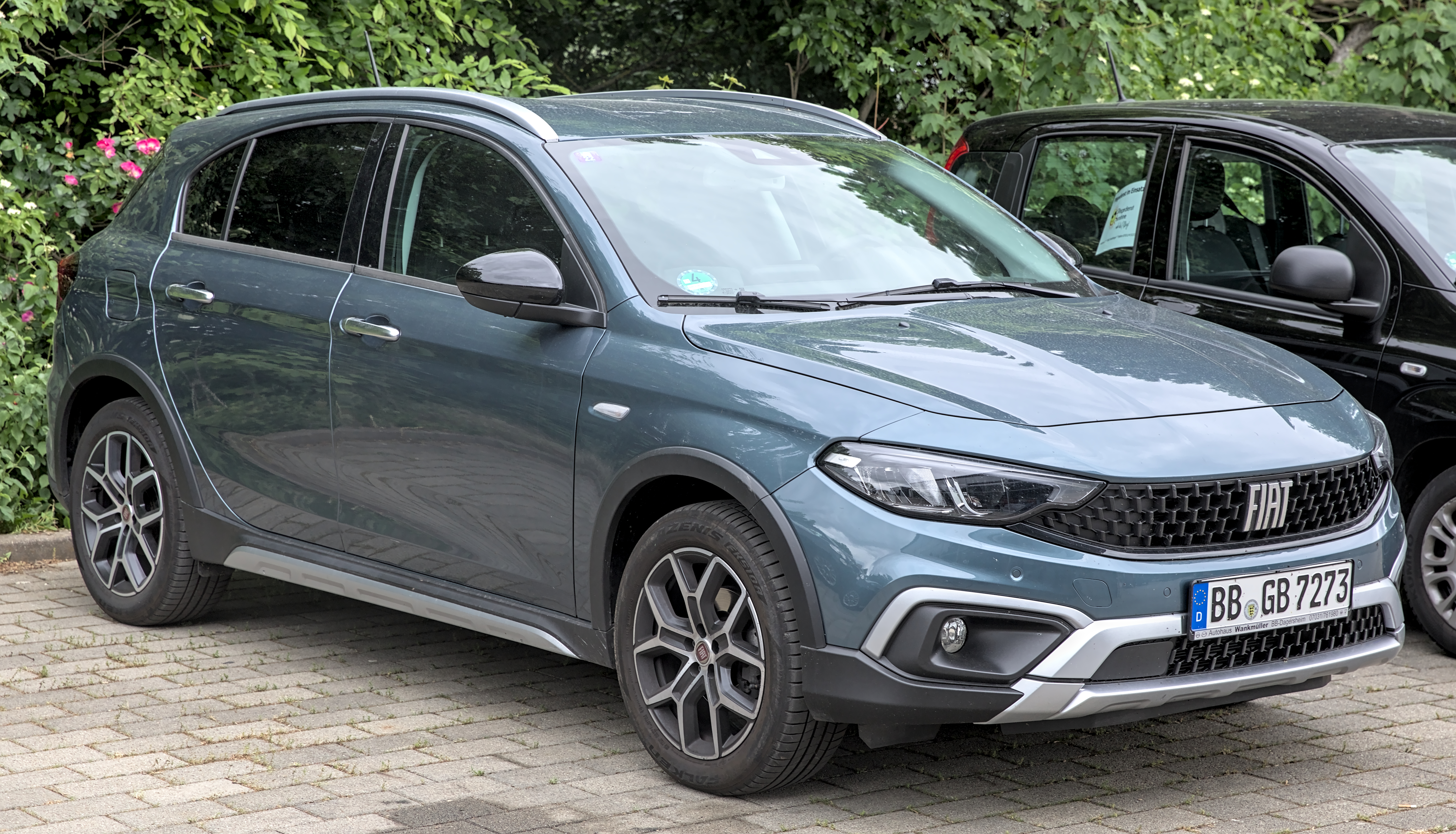
Fiat Tipo
- Datei:−
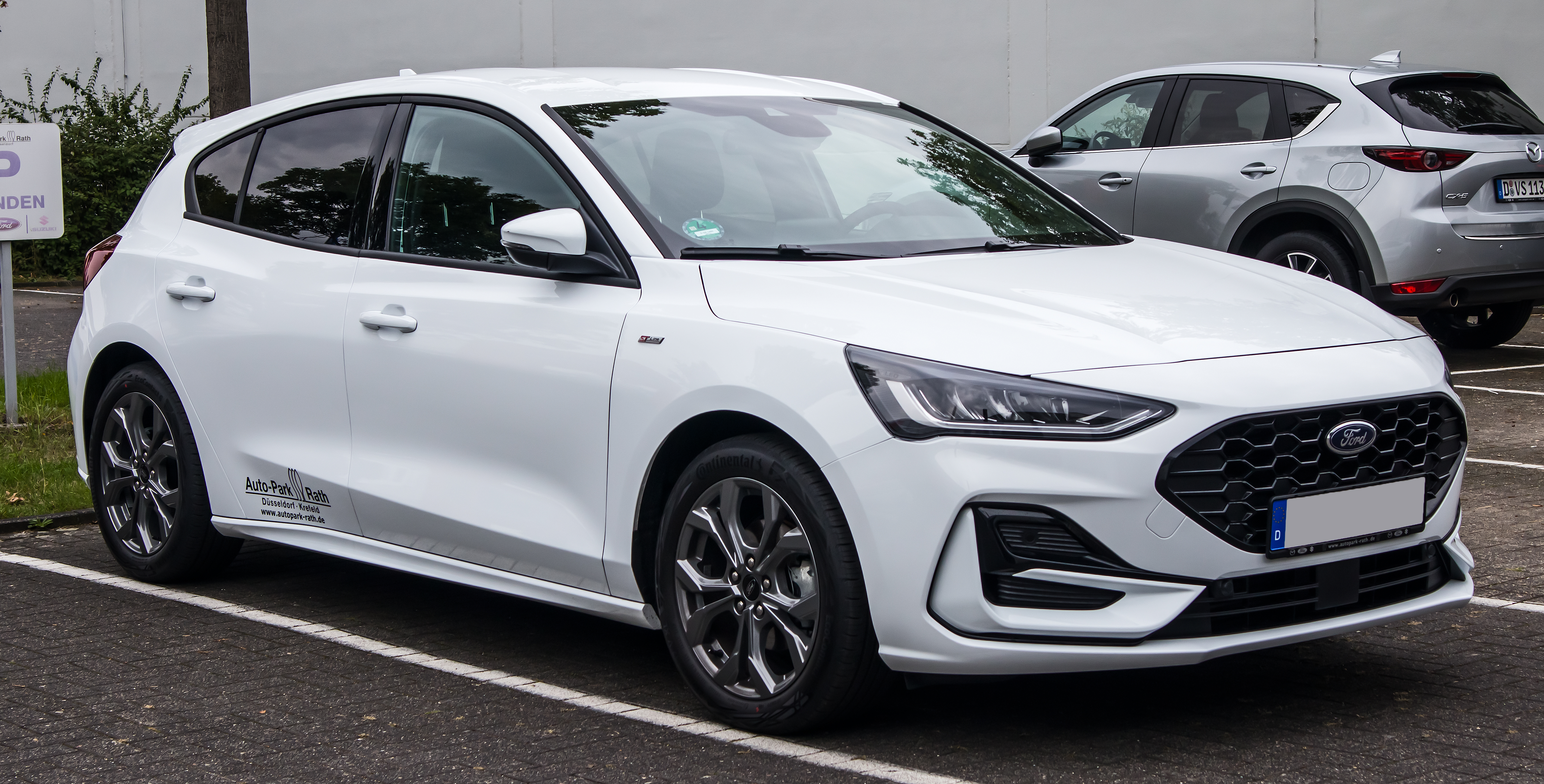
Ford Focus
- Datei:−
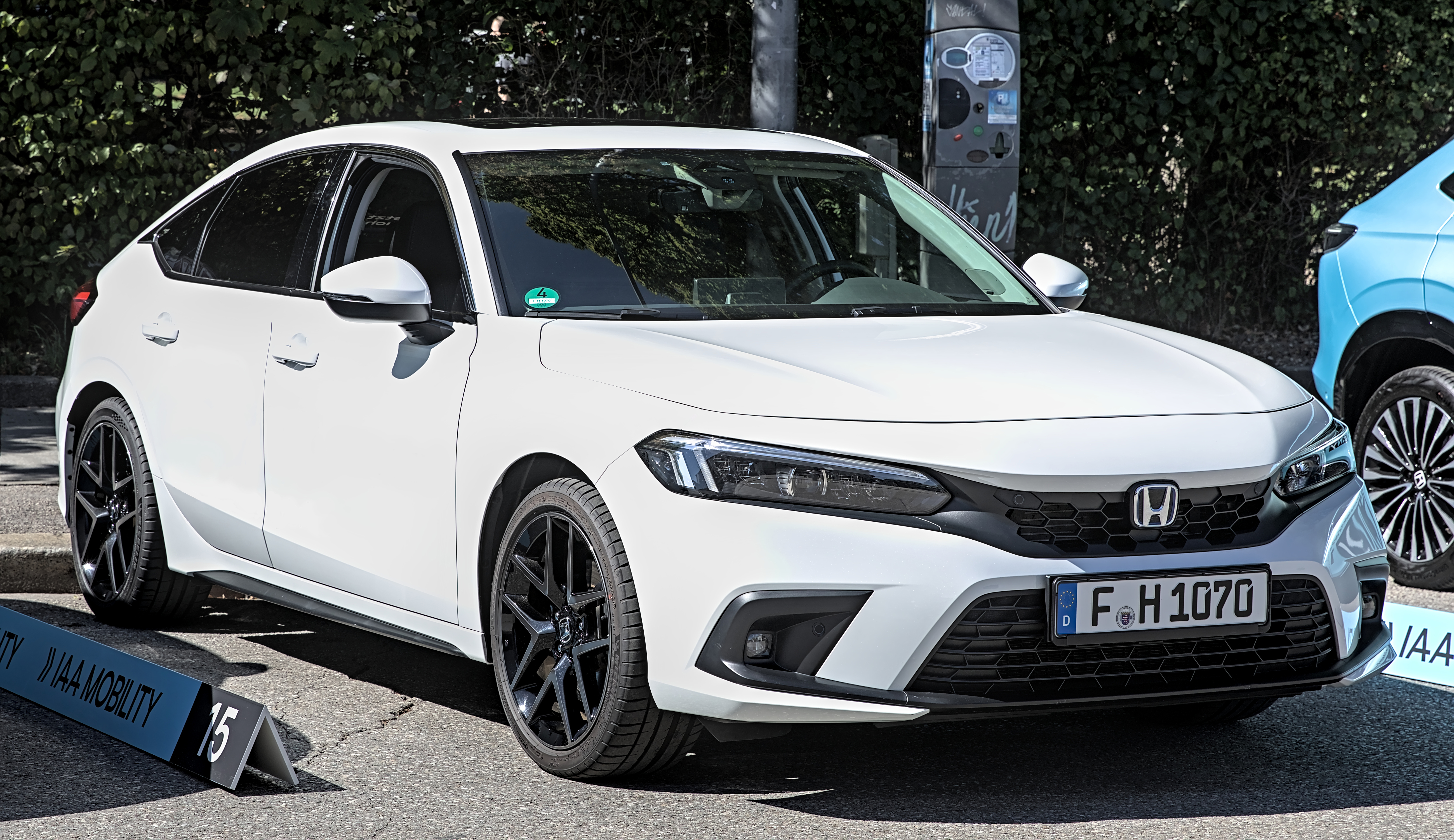
Honda Civic
- Datei:−
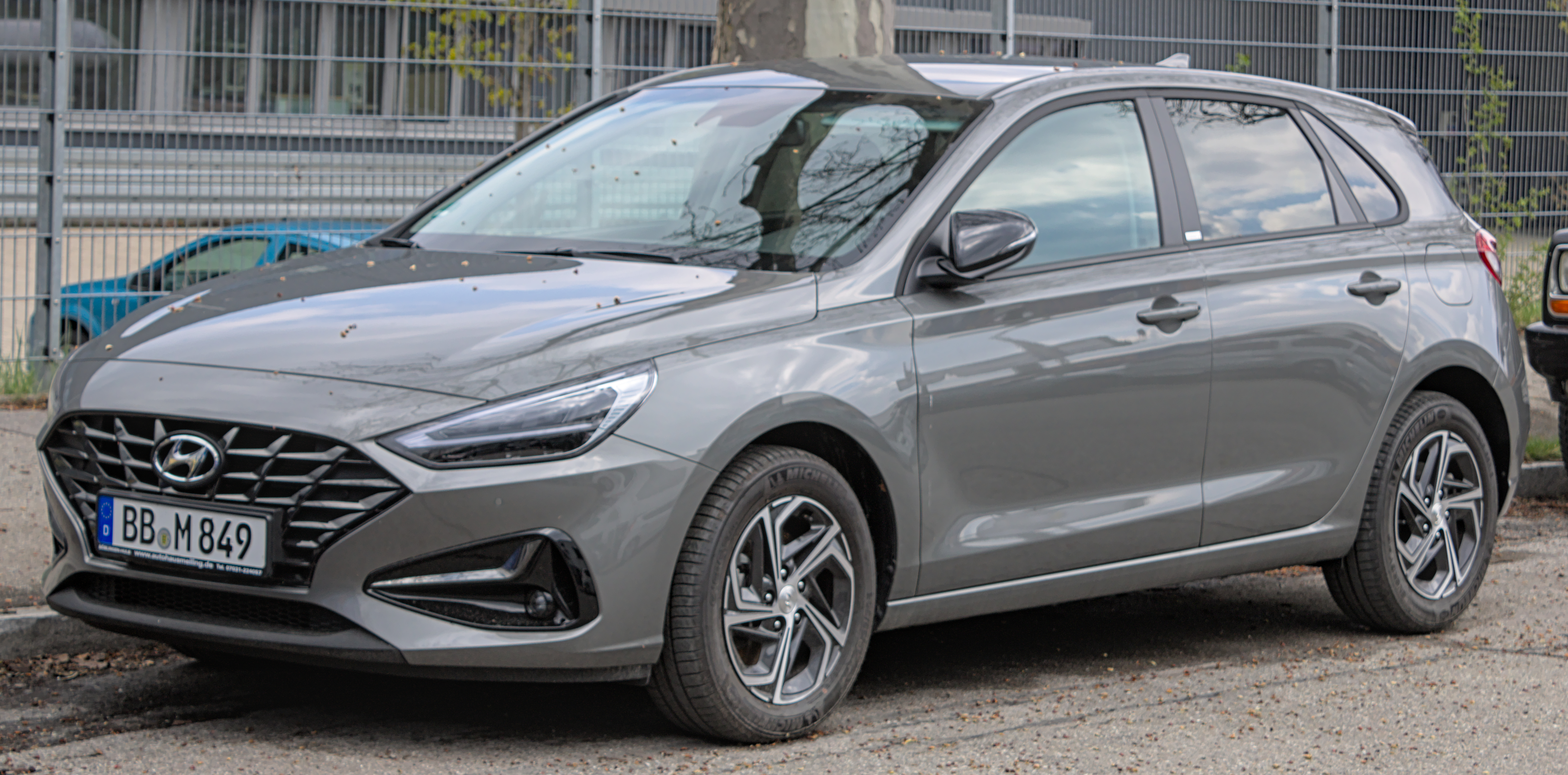
Hyundai i30
- Datei:−
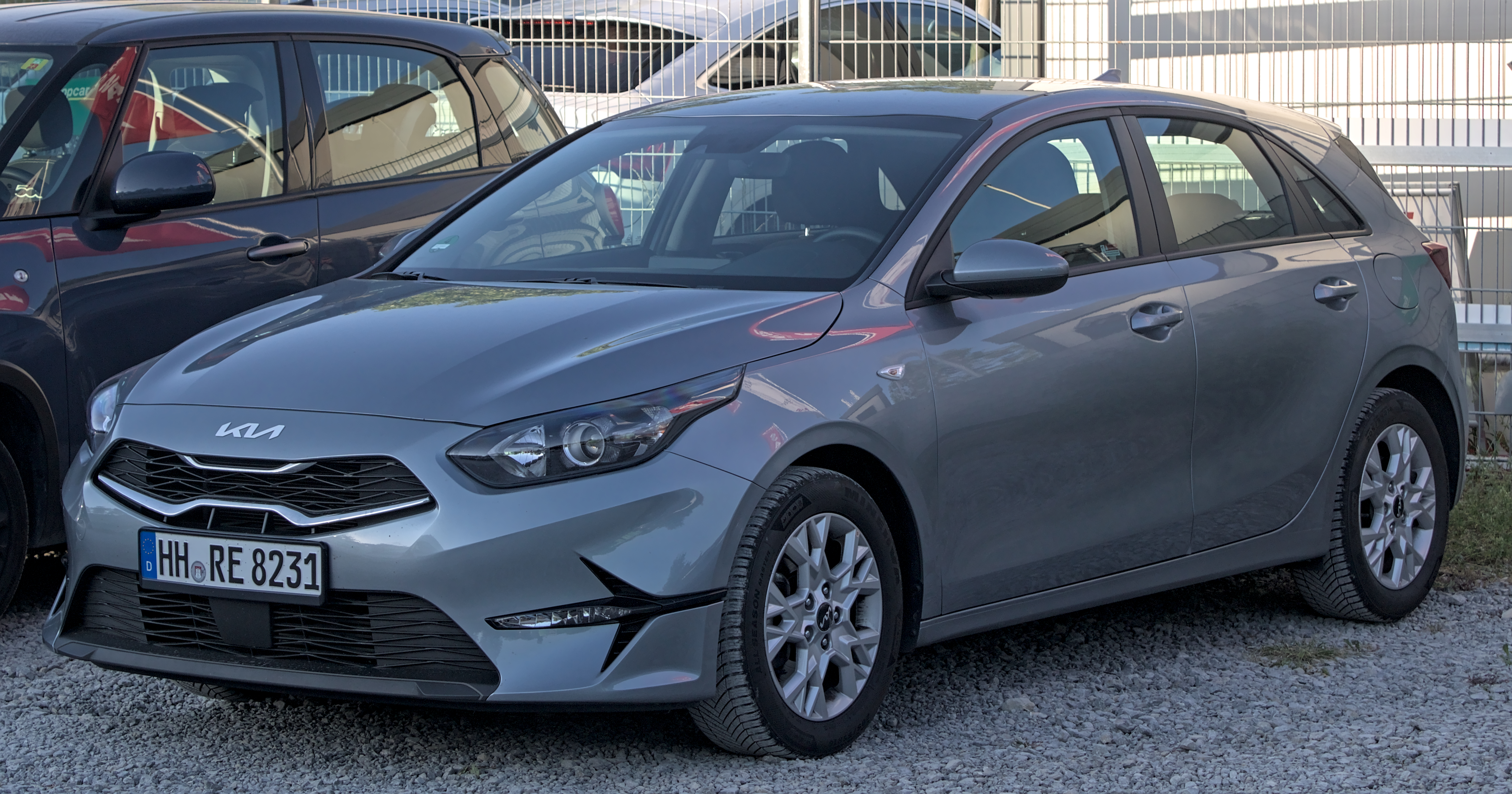
Kia Ceed
- Datei:−
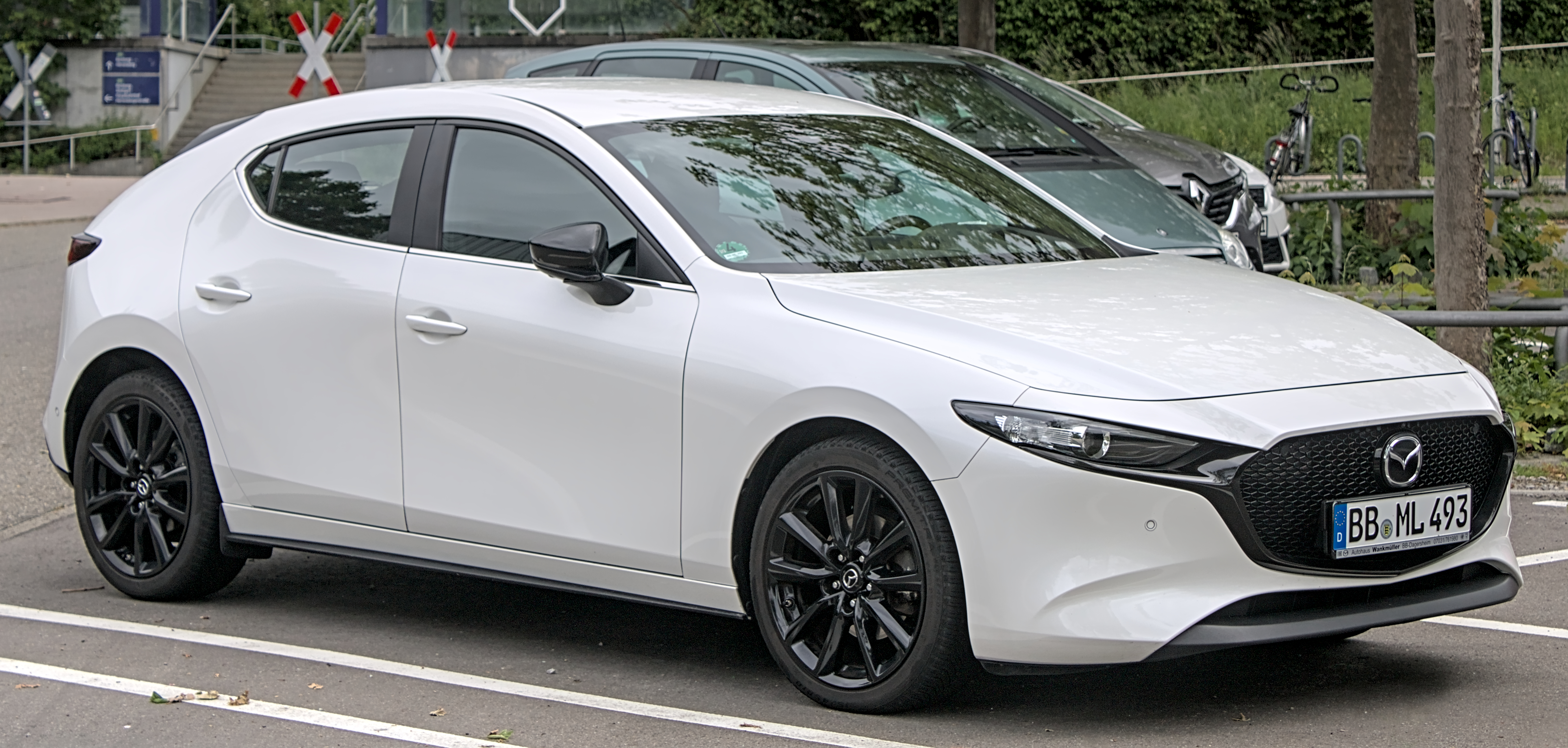
Mazda3
- Datei:−
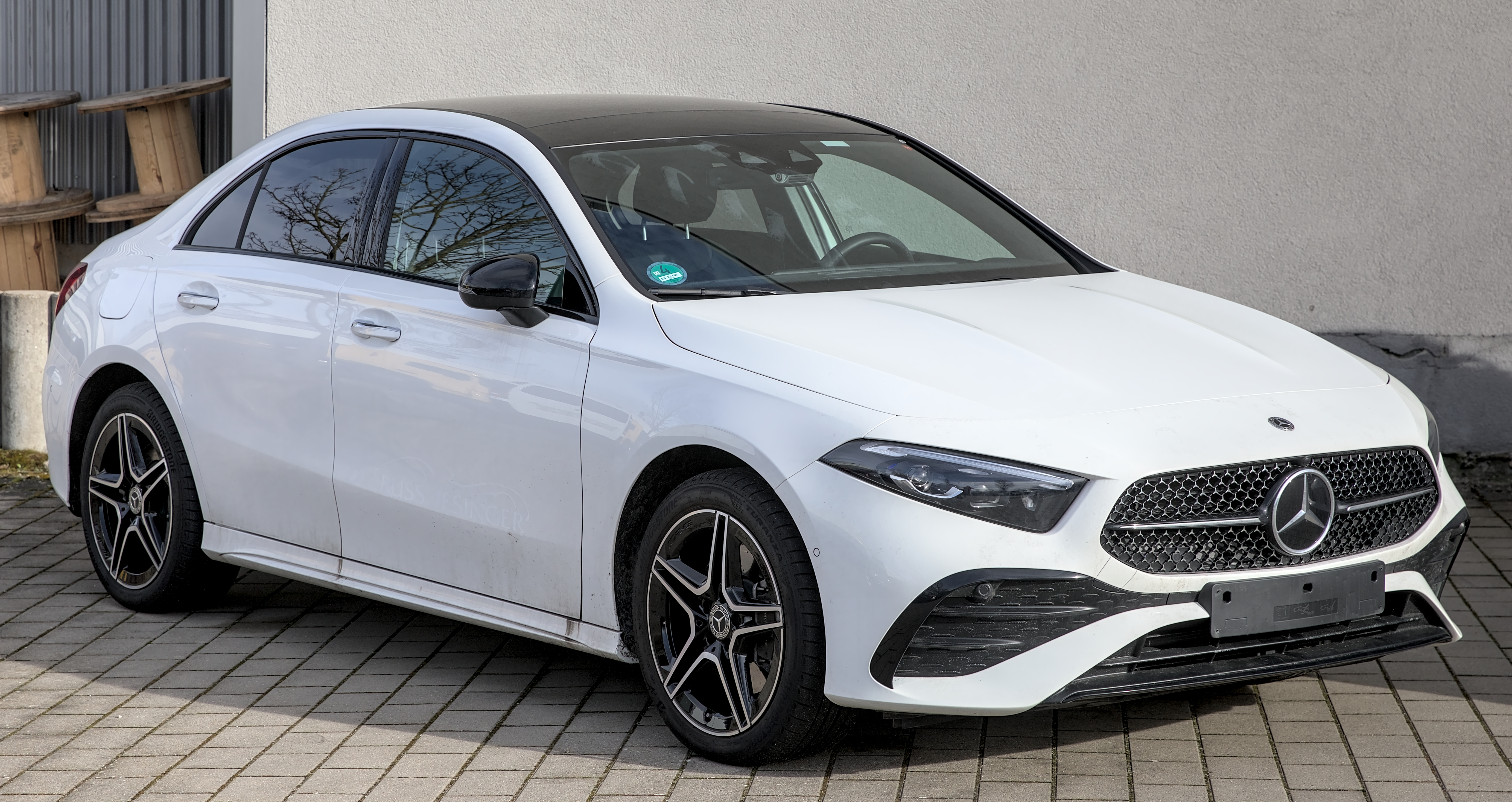
Mercedes-Benz A-Klasse
- Datei:−
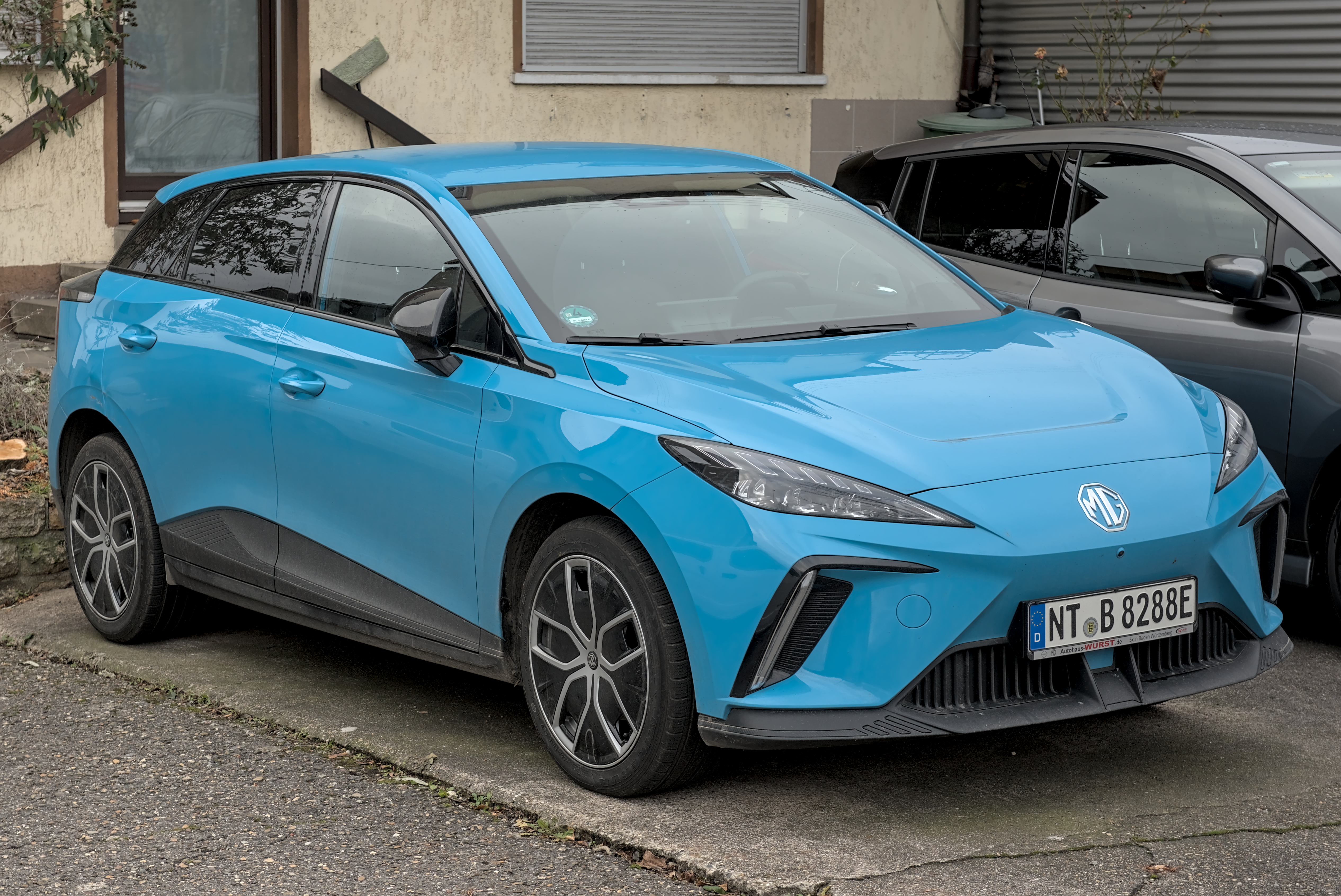
MG 4
- Datei:−
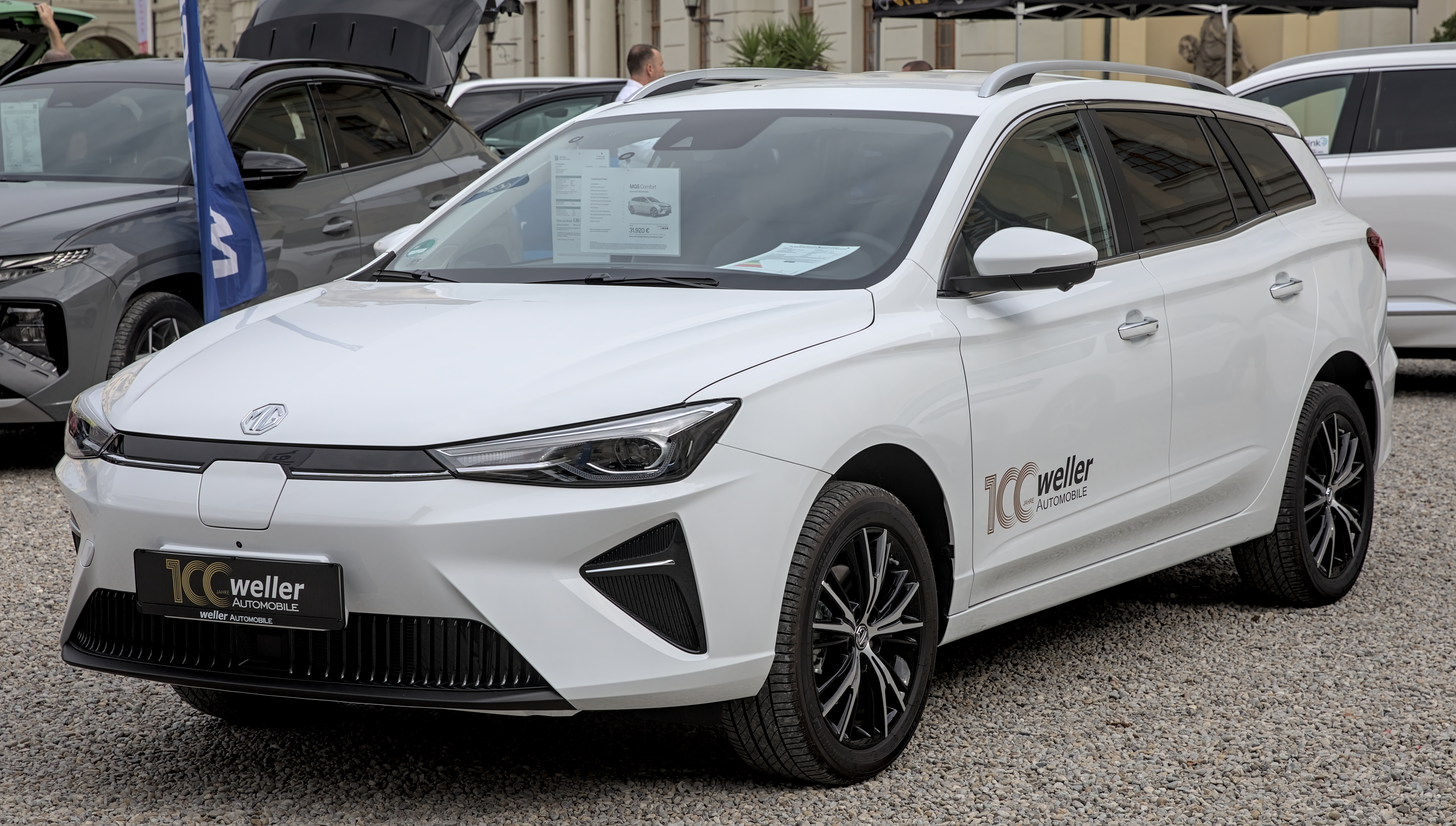
MG 5
- Datei:−
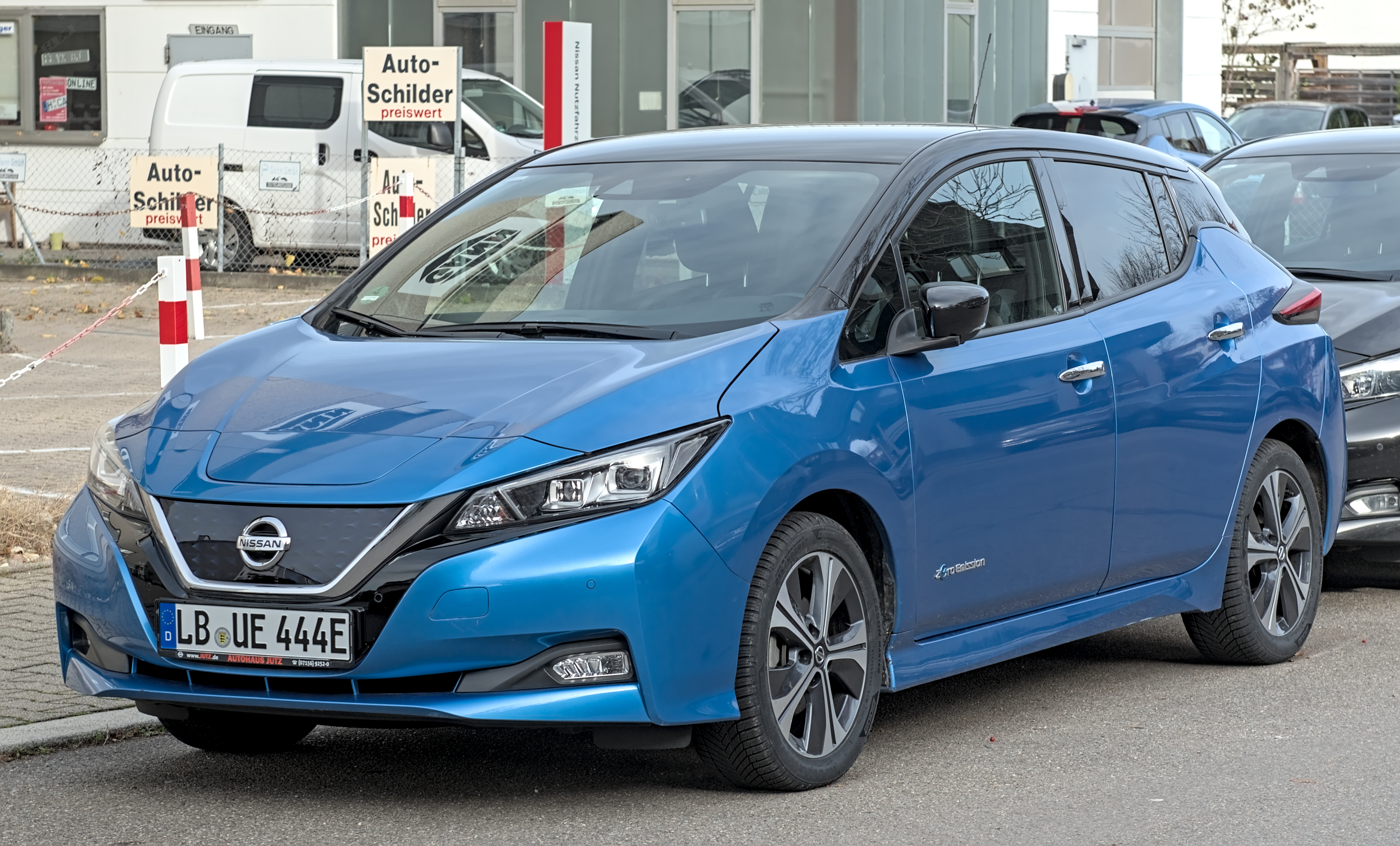
Nissan Leaf
- Datei:−
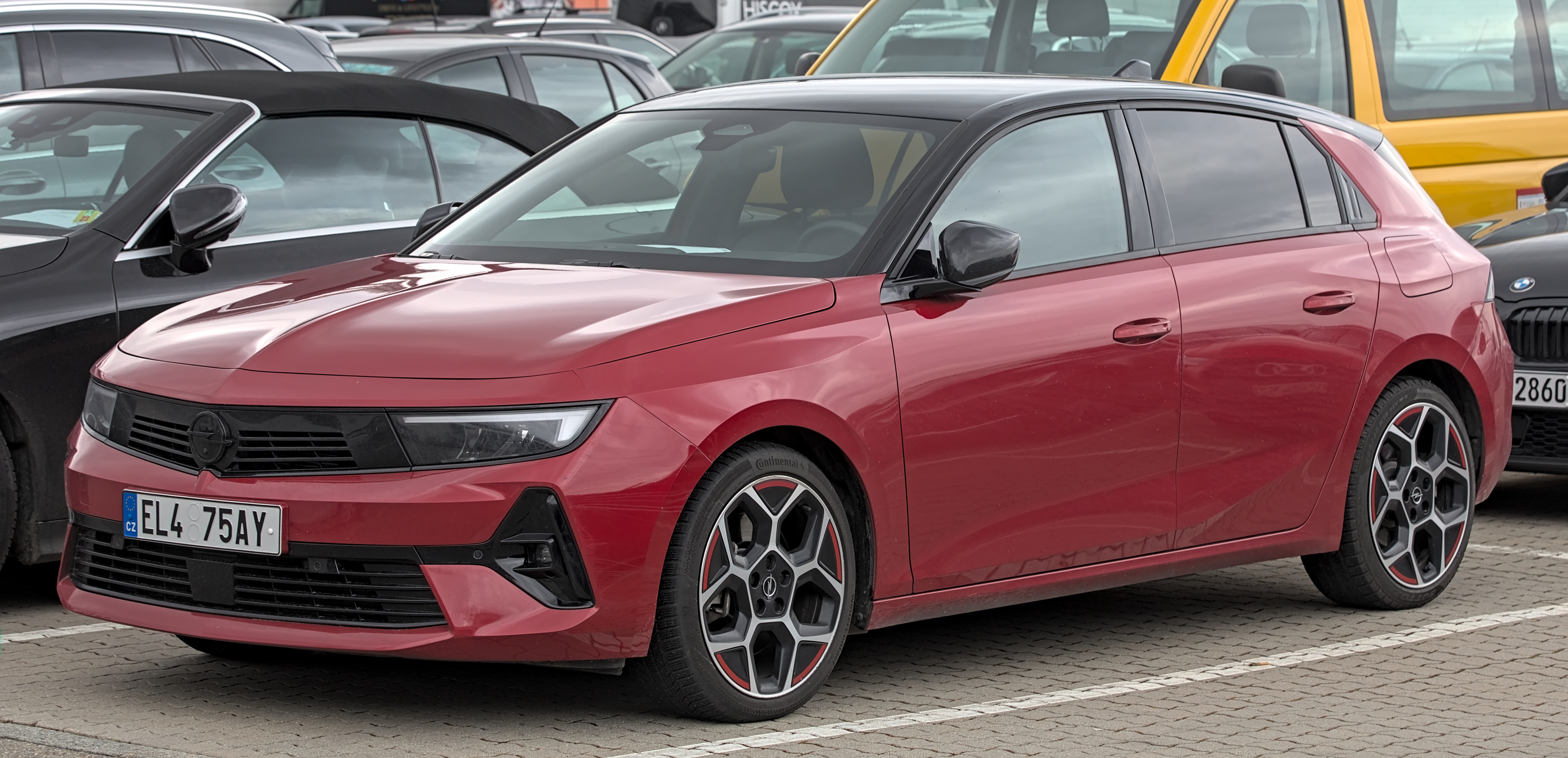
Opel Astra
- Datei:−
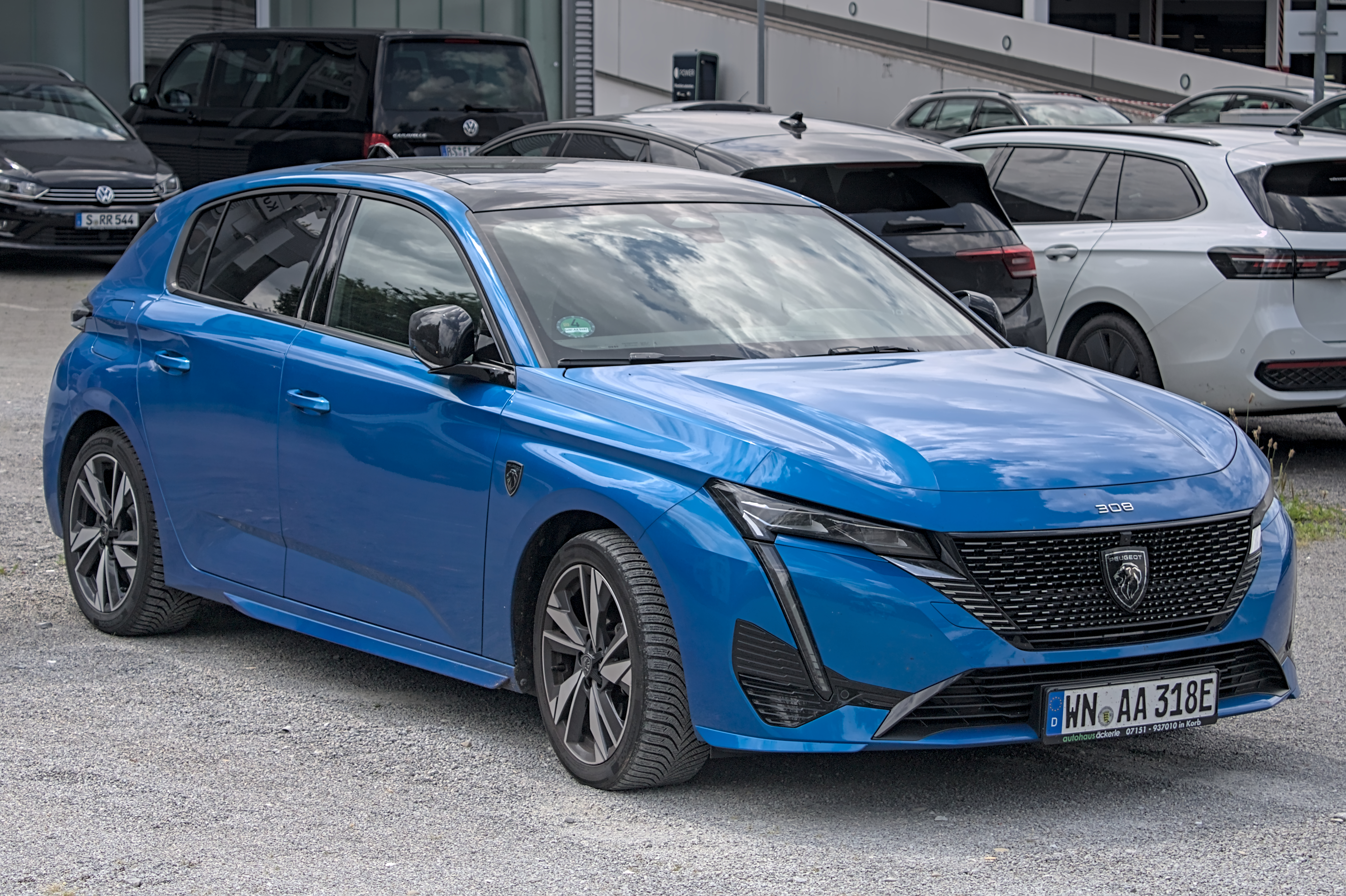
Peugeot 308
- Datei:−
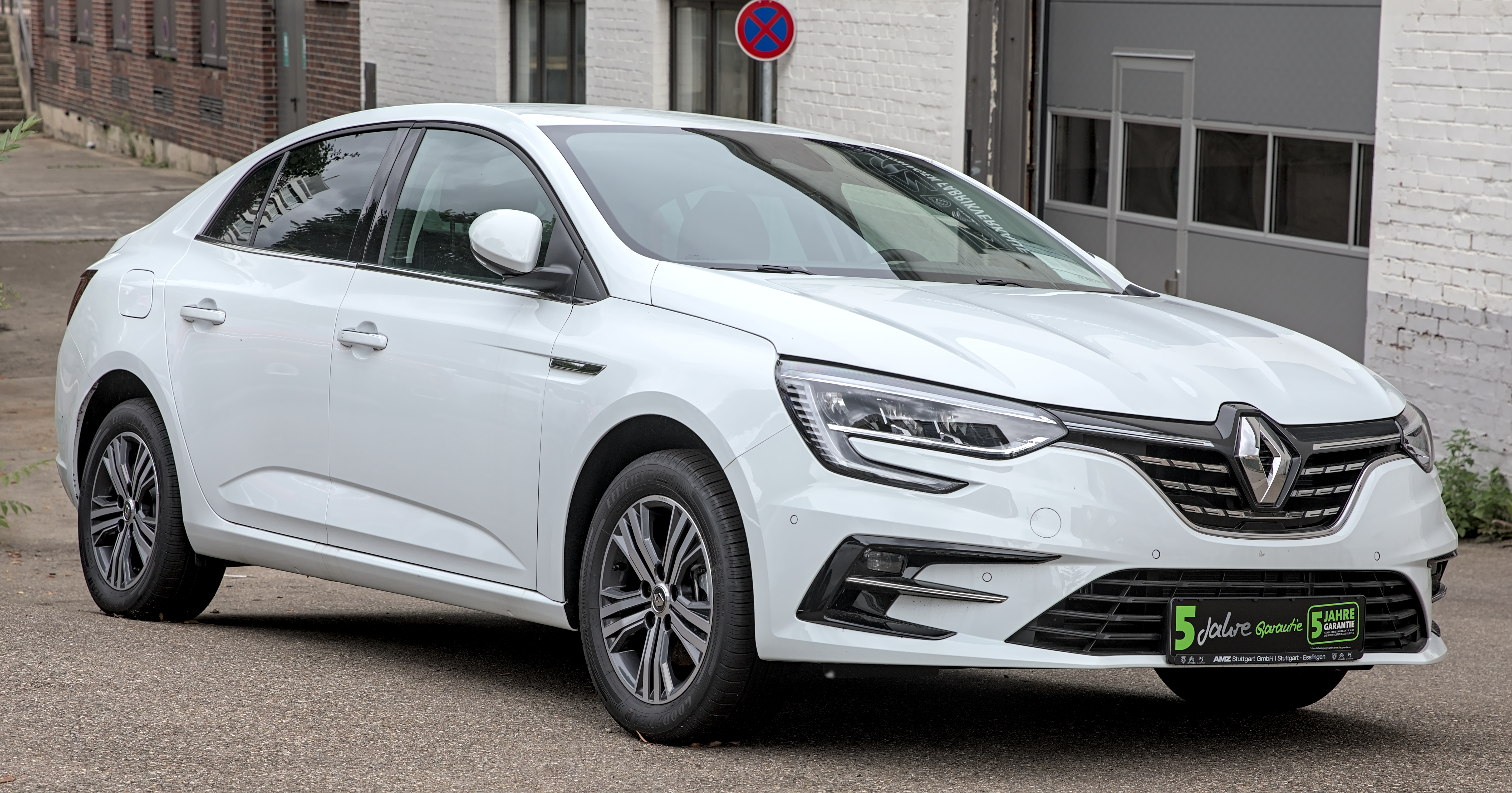
Renault Mégane
- Datei:−
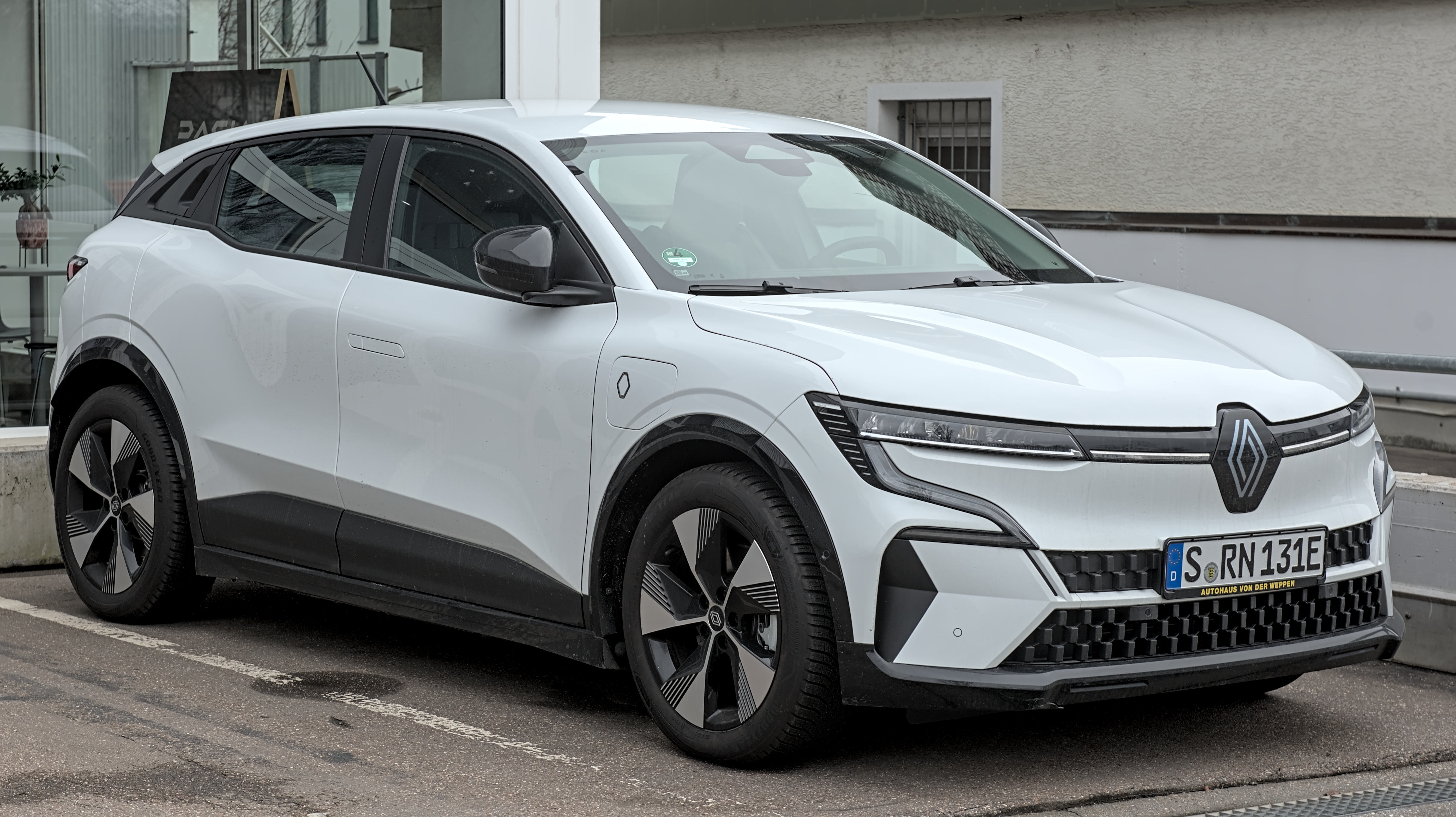
Renault Megane E-Tech
- Datei:−
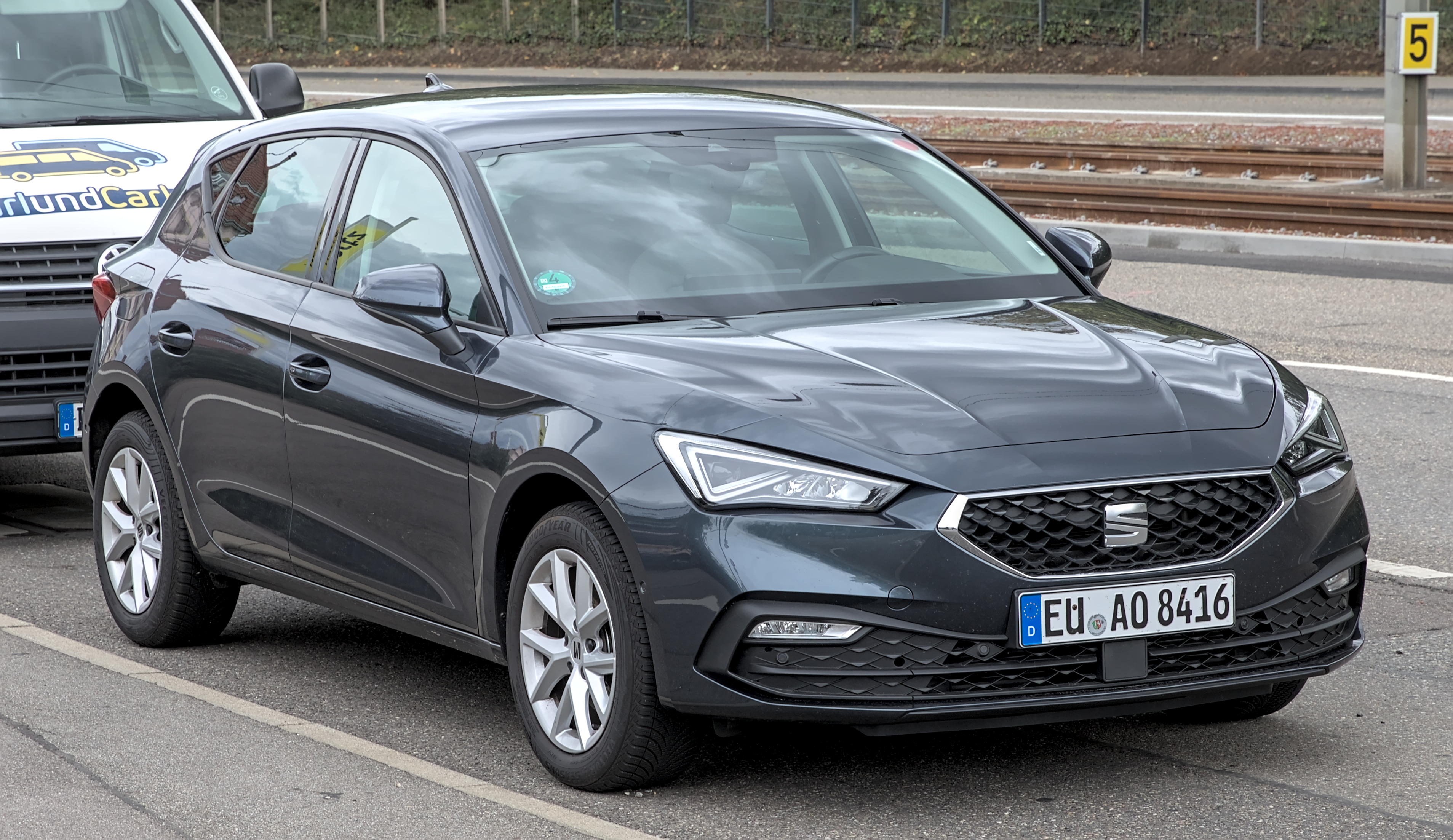
Seat Leon
- Datei:−
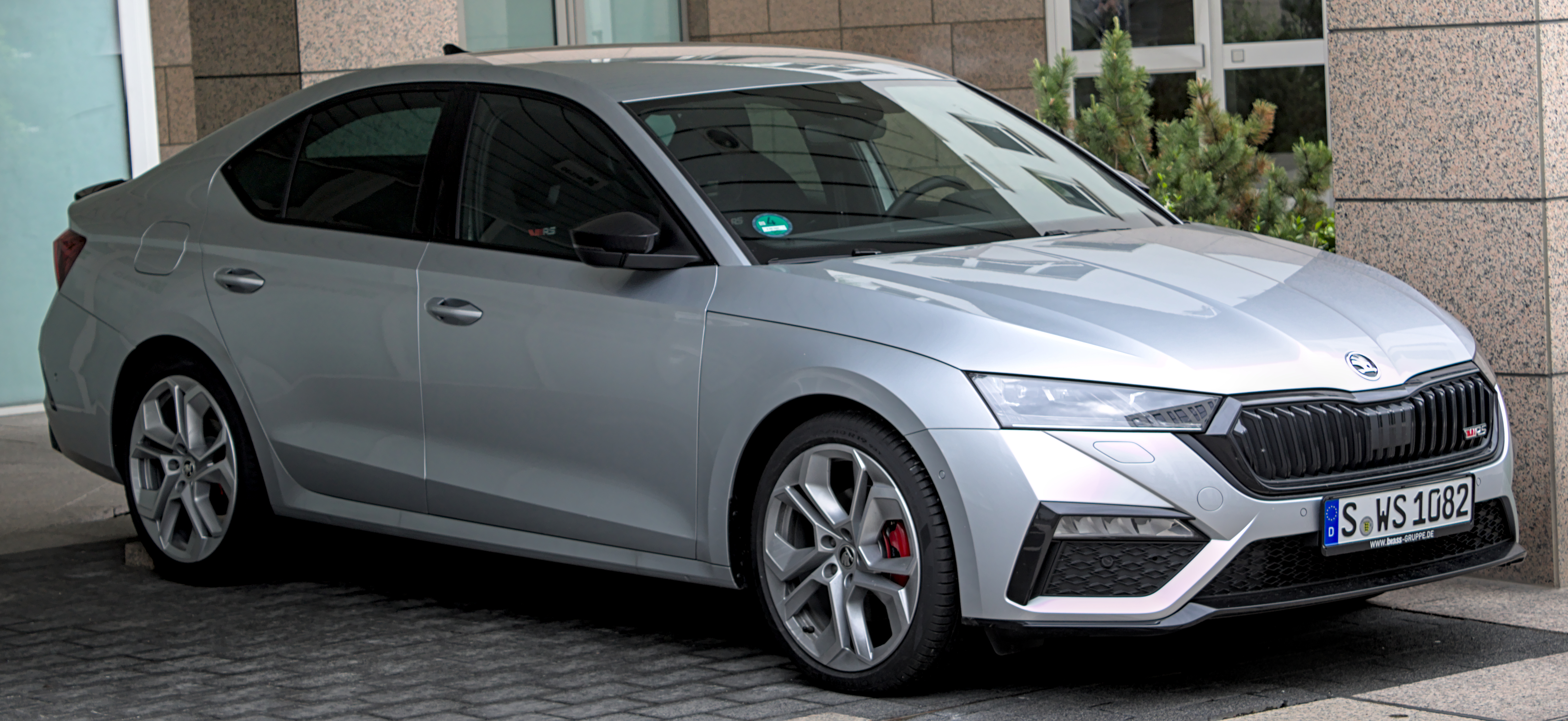
Škoda Octavia
- Datei:−
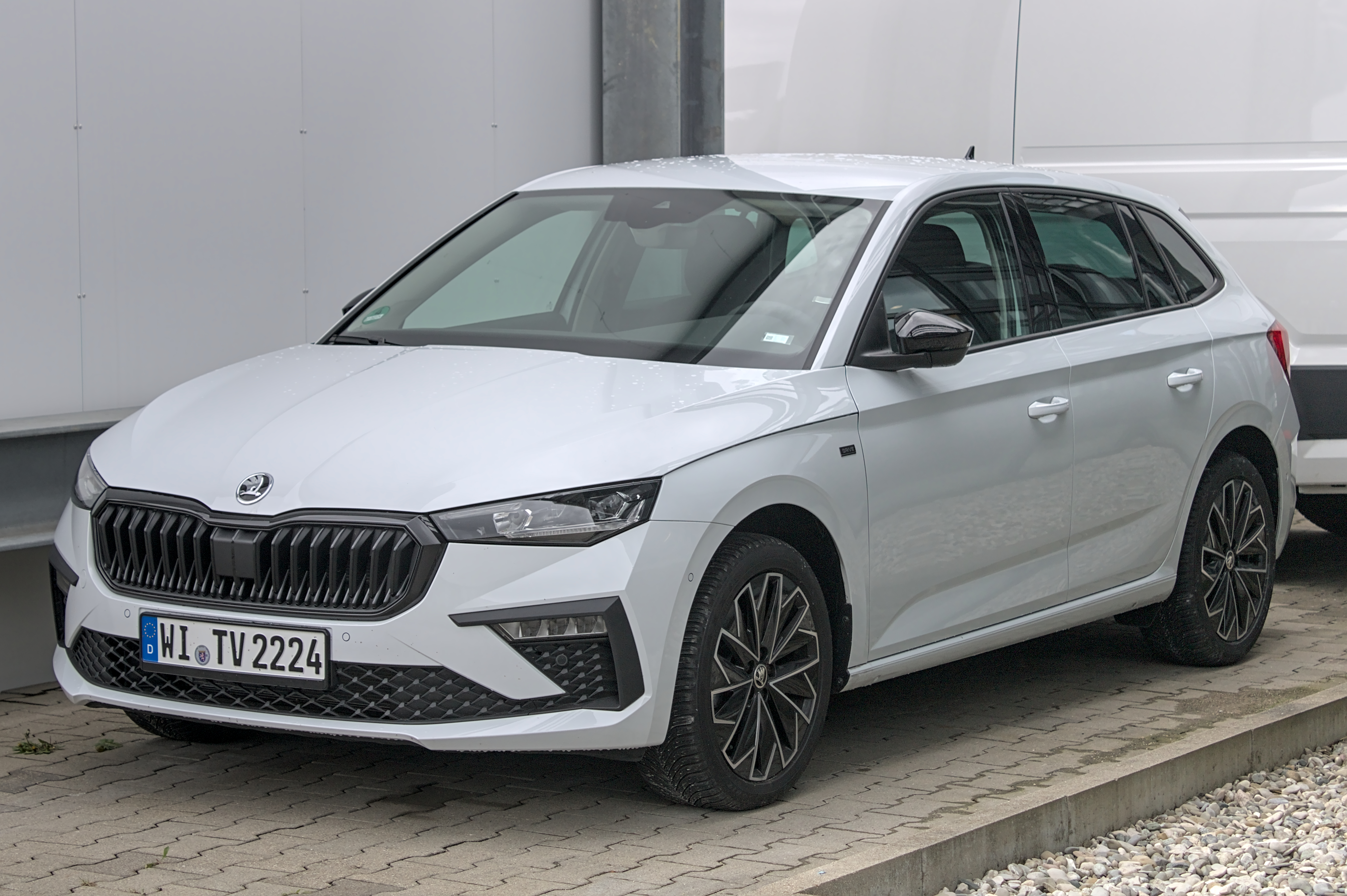
Škoda Scala
- Datei:−
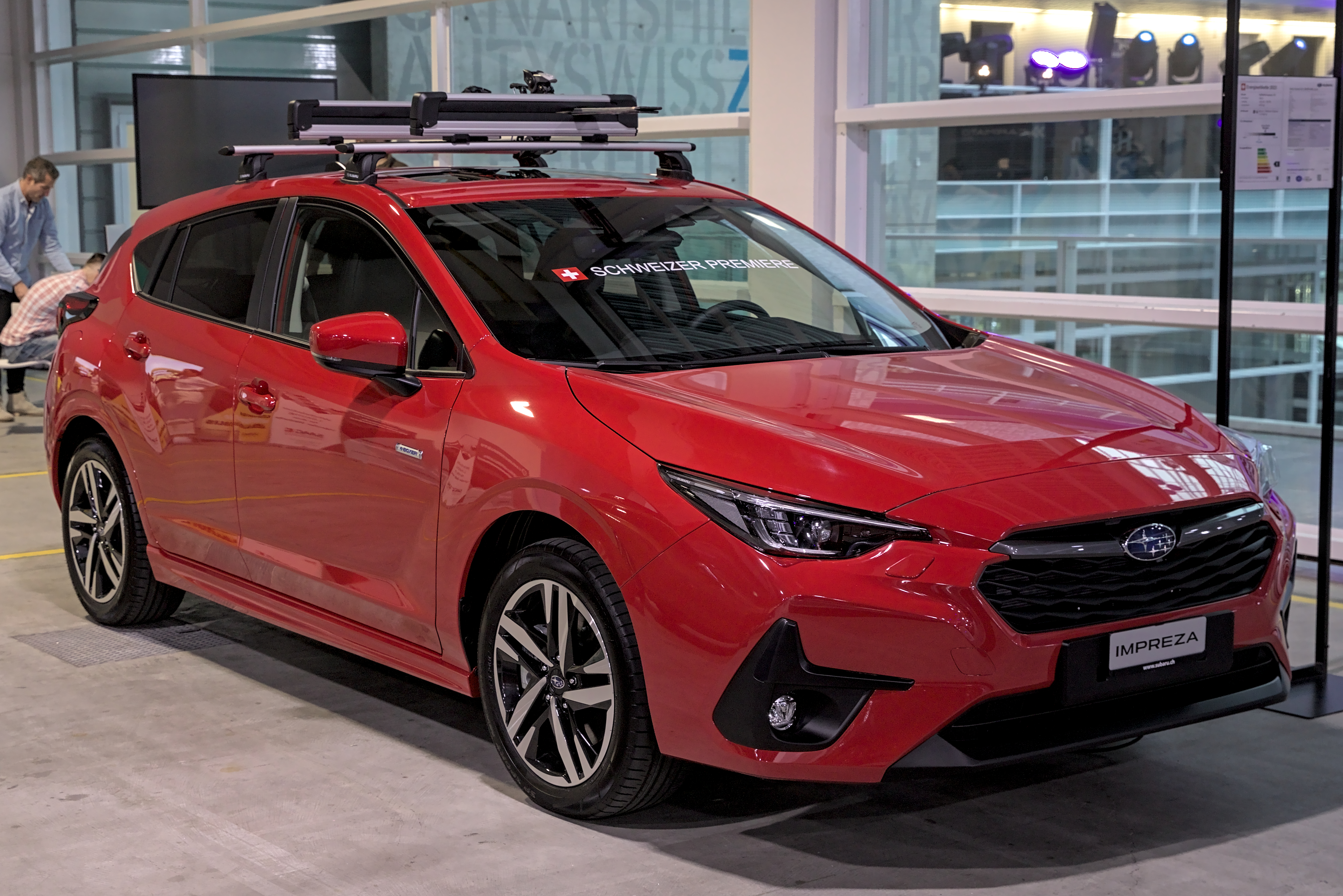
Subaru Impreza
- Datei:−
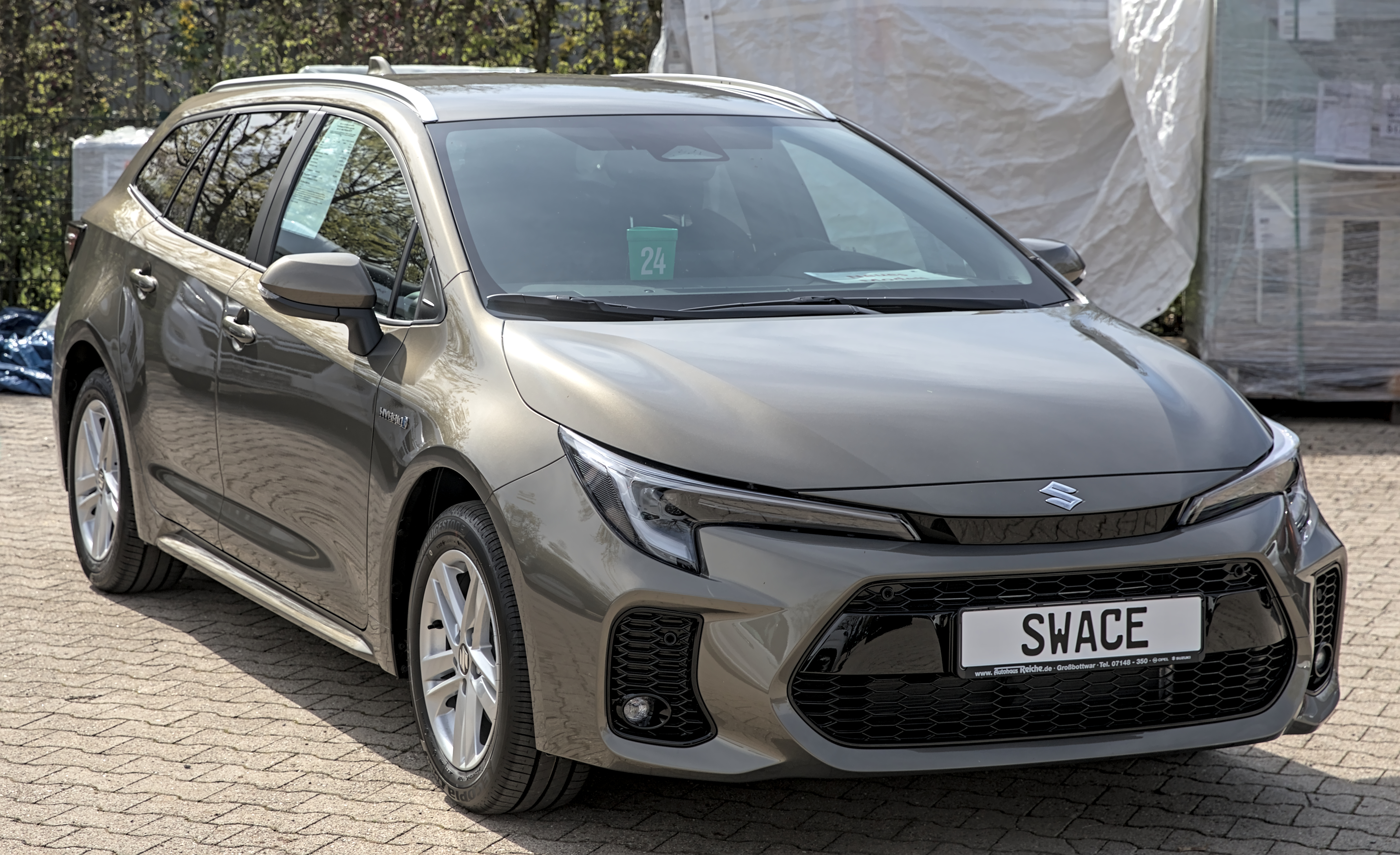
Suzuki Swace
- Datei:−
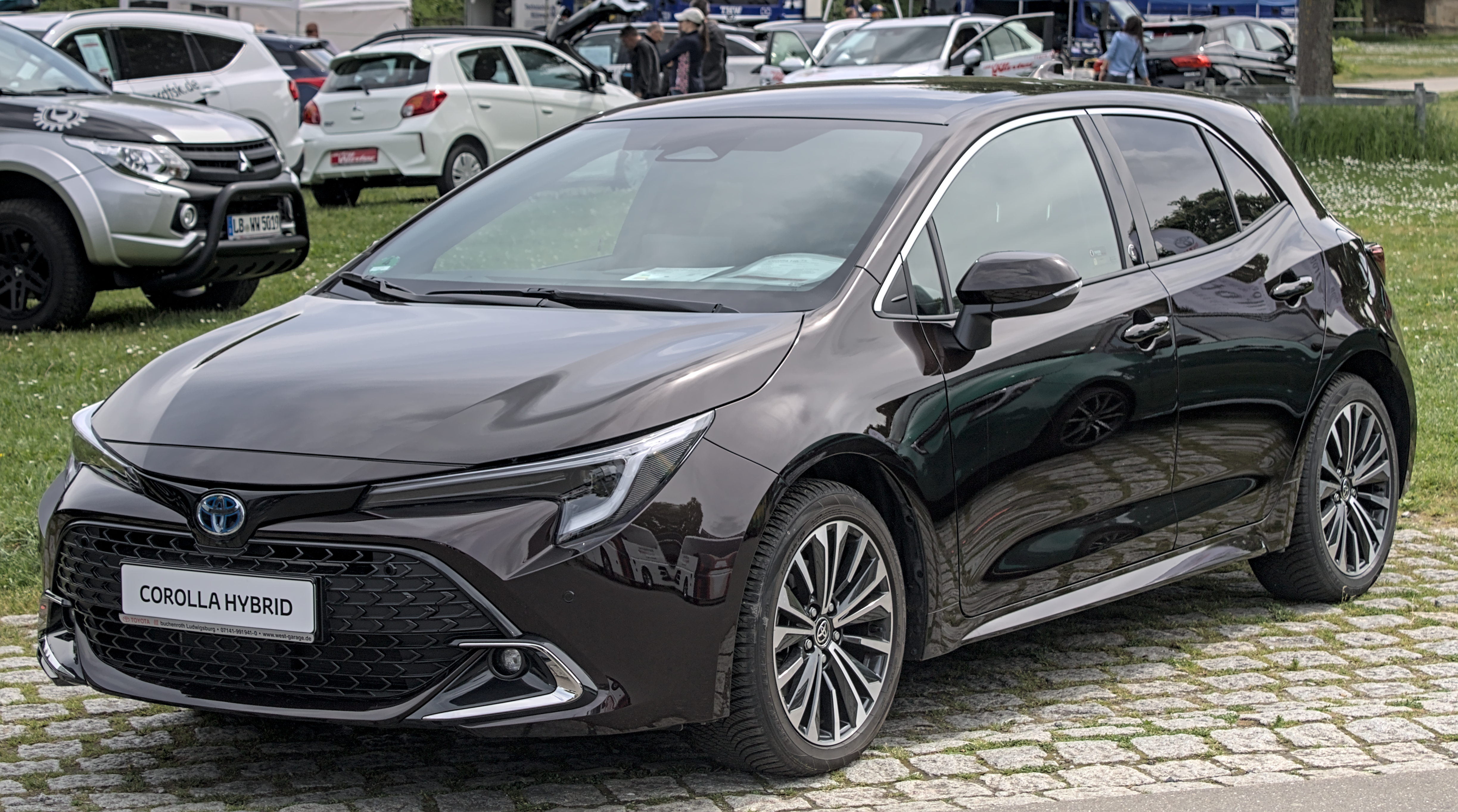
Toyota Corolla
- Datei:−
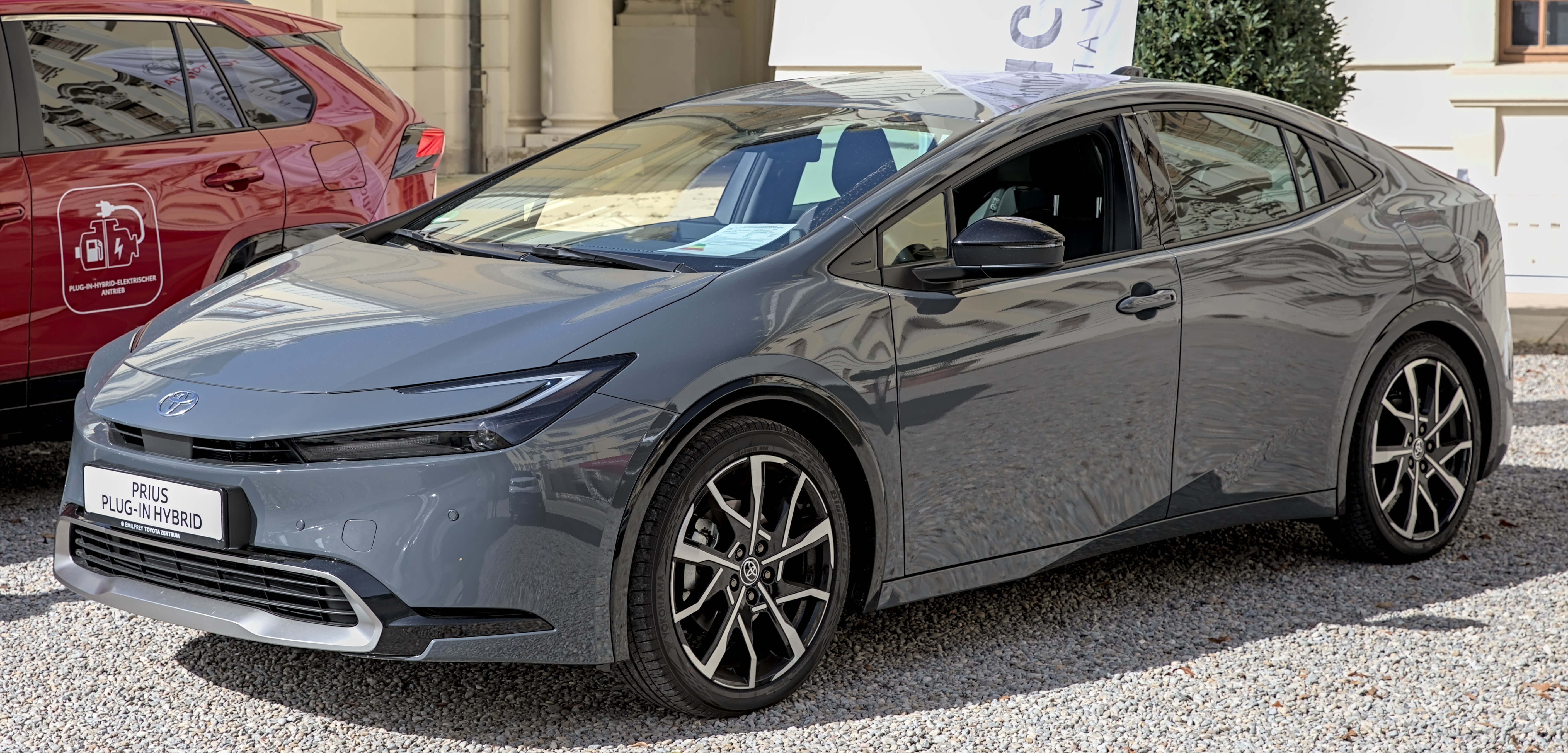
Toyota Prius
- Datei:−
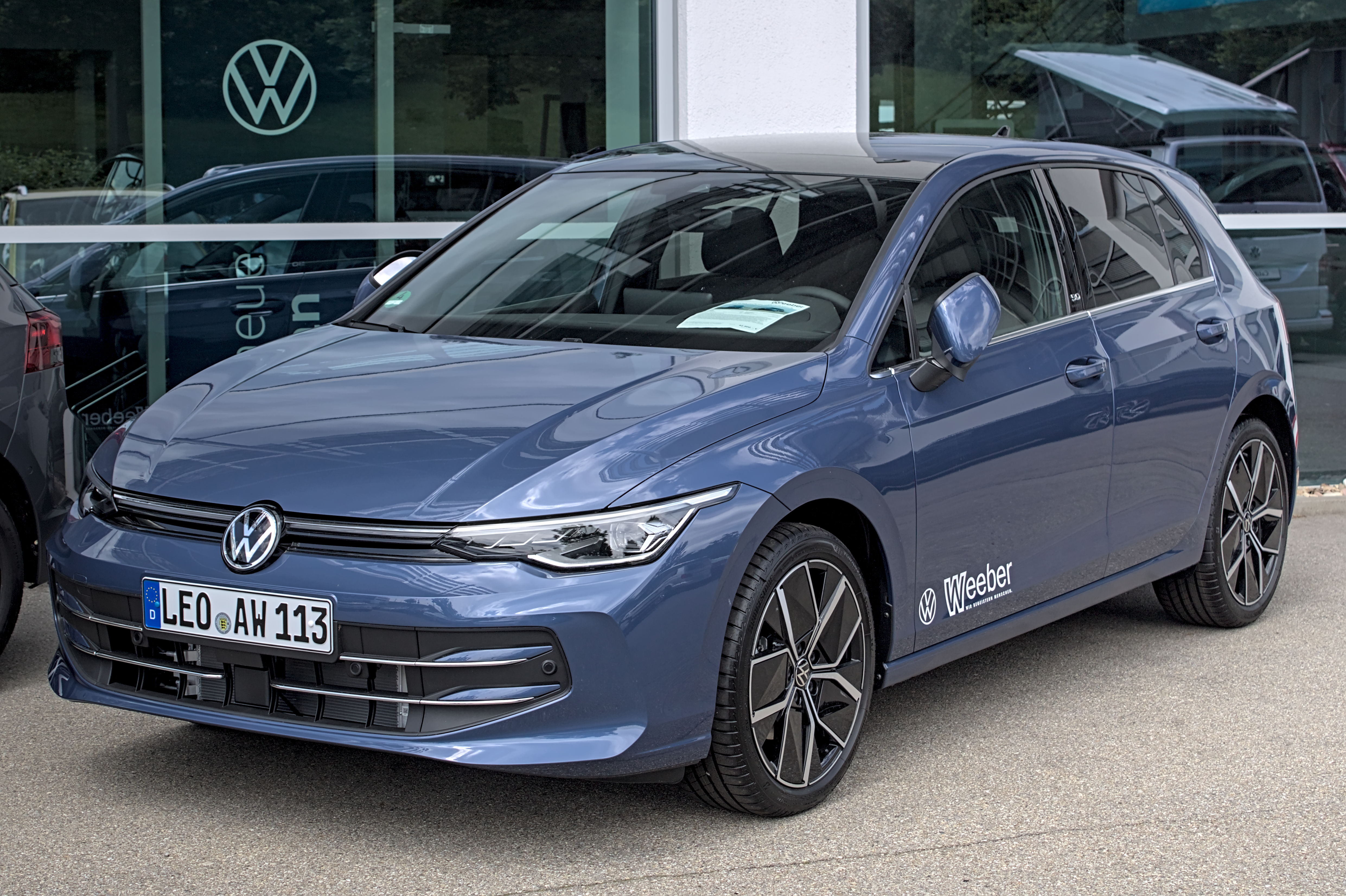
VW Golf
- Datei:−
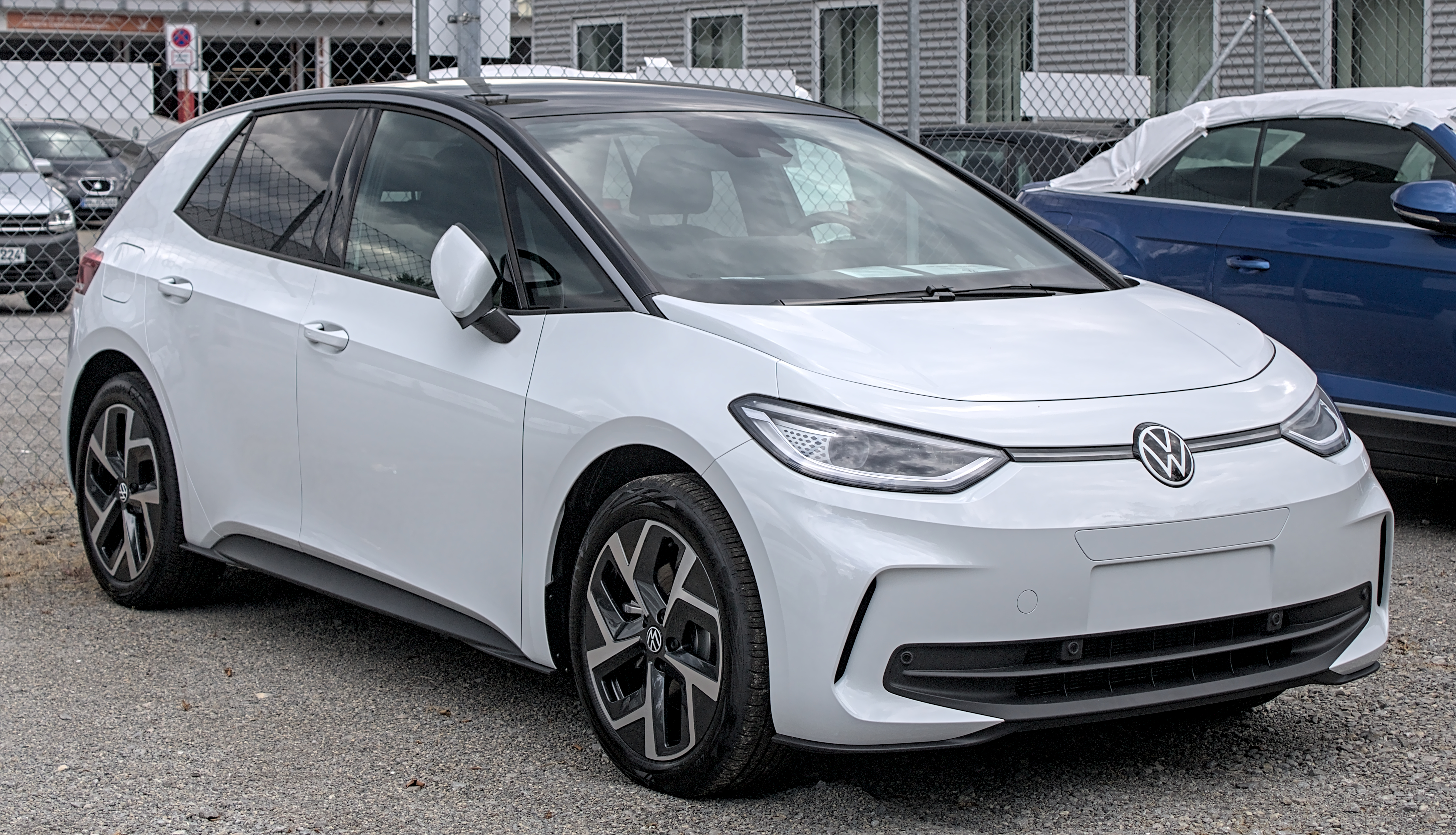
VW ID.3

## Neuzulassungen in Deutschland
Für Zahlen zu den jährlichen Neuzulassungen von Personenkraftwagen des Segments Kompaktklasse in Deutschland nach Statistik des Kraftfahrt-Bundesamtes, siehe Liste der Neuzulassungen von Personenkraftwagen in Deutschland nach Segmenten und Modellreihen#Kompaktklasse.